# Новодевичье (Самарская область)
Новоде́вичье — село в Шигонском районе Самарской области России. Административный центр сельского поселения Новодевичье.

## География
Село расположено в живописном месте на правом берегу реки Волги (Куйбышевского водохранилища) в долине, плавно спускающейся к Волге между двух возвышенностей. Вниз по течению Волги до села Климовка тянутся покрытые лесом меловые Новодевичьи горы высотою до 176 м, образуя высокий (100—150 м) и крутой склон Куйбышевского водохранилища, изрезанный короткими оврагами. Сильное эрозийное расчленение придаёт местности гористый характер. В центральной части этих гор расположен нежилой посёлок Белогорск (бывший Мелзавод), где ранее велась промышленная добыча мела.

### Дороги
Село соединено дорогами с асфальтовым покрытием с ближайшими сёлами: районным центром Шигоны и селами Подвалье, Маза, Кузькино, Кяхта, железнодорожной станцией Бичевная. Вверх по течению Волги ближайшее село в настоящее время — Подвалье. Вниз по течению — Климовка.

### Улицы

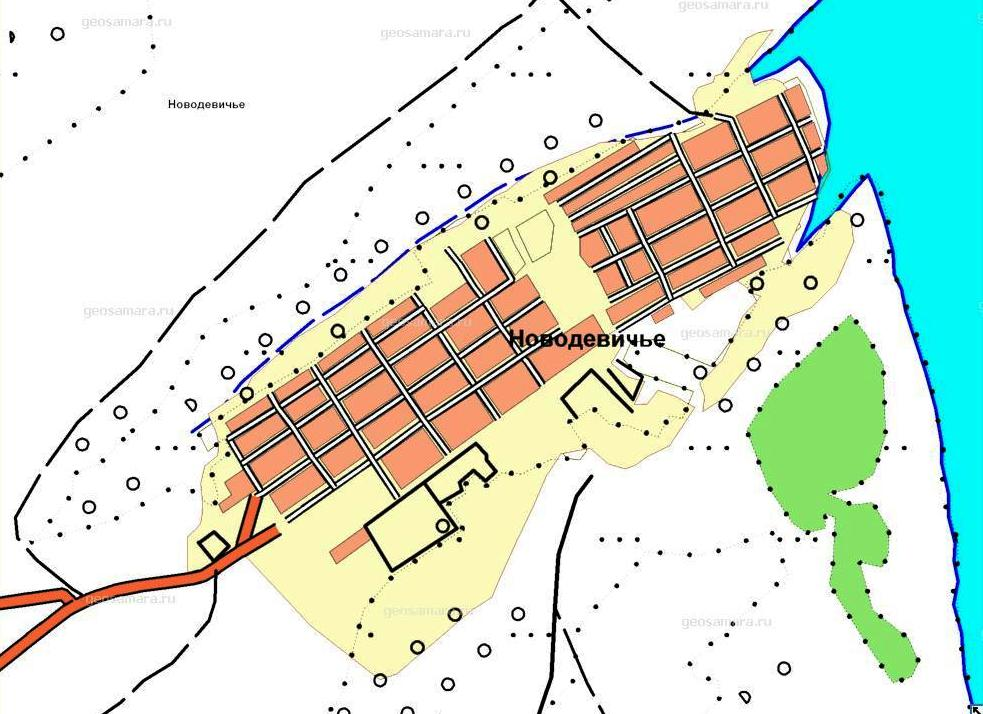
Карта села Новодевичье http://geoportal.samregion.ru/p?2t2

- Будылина улица (бывшая Новосадовая);
- Горького улица;
- Делегатская улица;
- Колесникова улица (бывшая Лермонтова, ранее Безбожная);
- Колхозная улица;
- Комсомольская улица;
- Кооперативная улица;
- Красноармейская улица;
- Куйбышева улица;
- Ленинградская улица (бывшая Радиокативная, затем Ворошиловская);
- Некрасова улица;
- Октябрьская улица;
- Первомайский переулок;
- Пушкина улица;
- Советская улица (бывшая Красная);
- Спортивная улица;
- Чапаева улица;

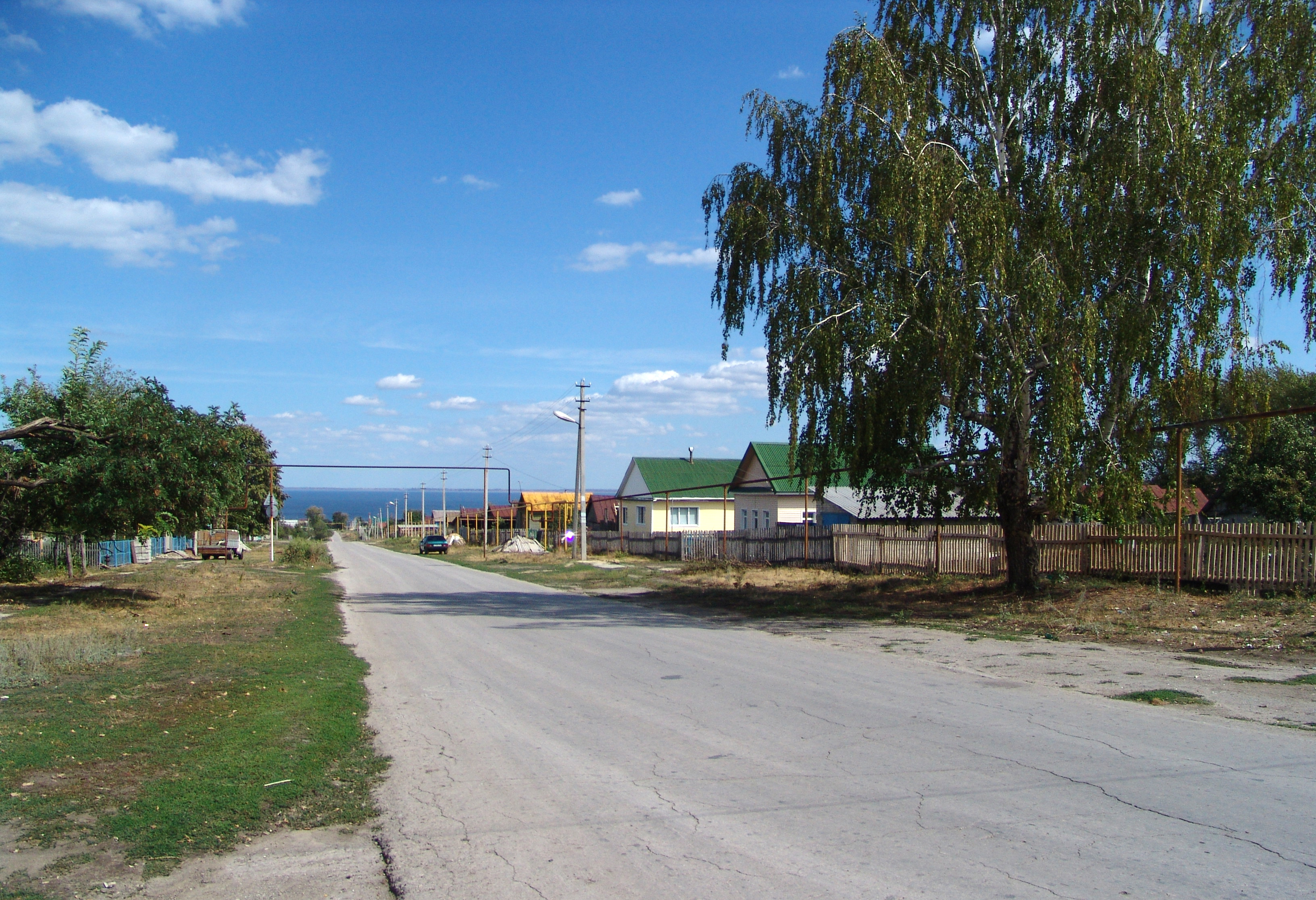
Советская ул.
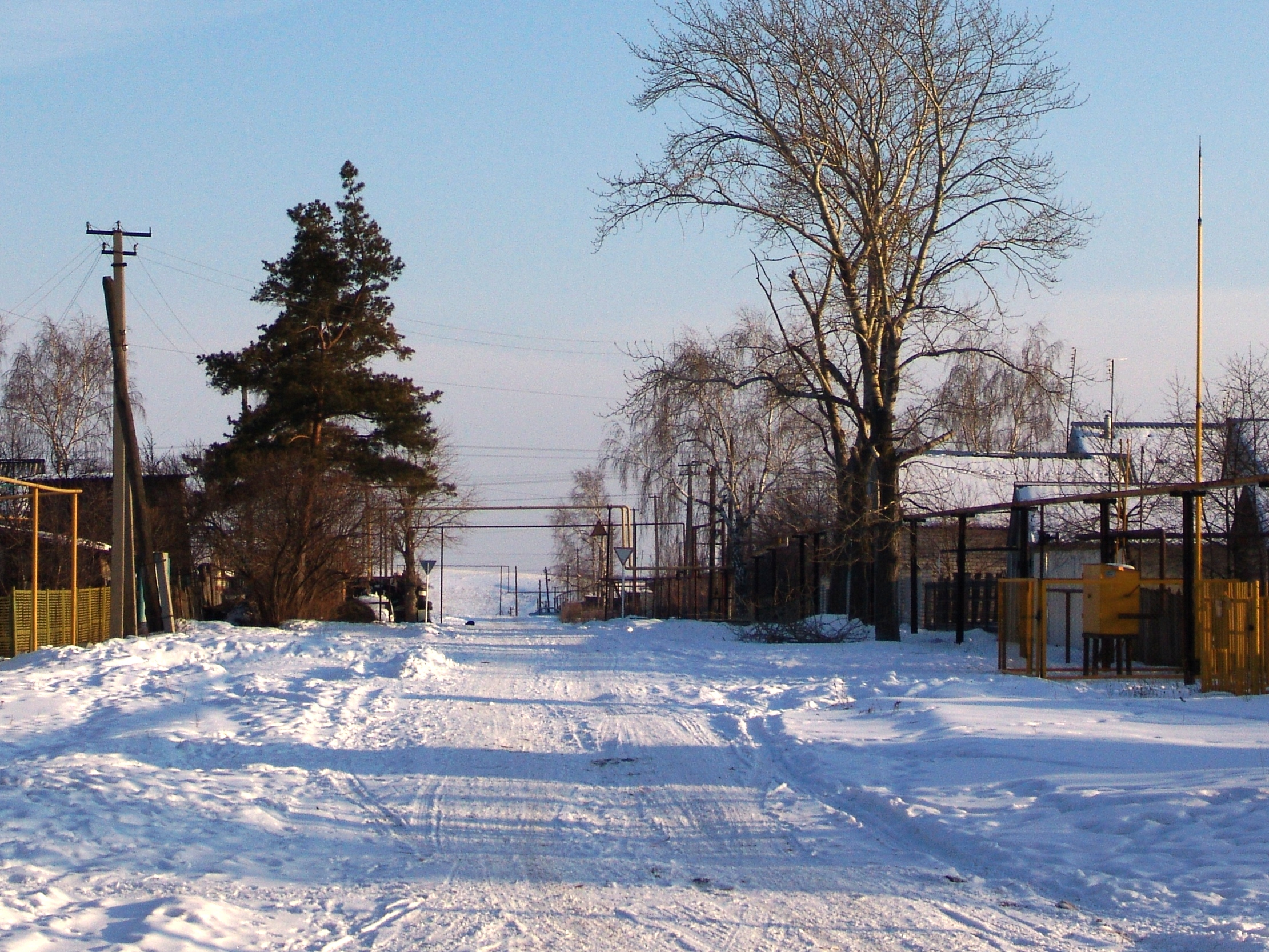
Куйбышева ул.
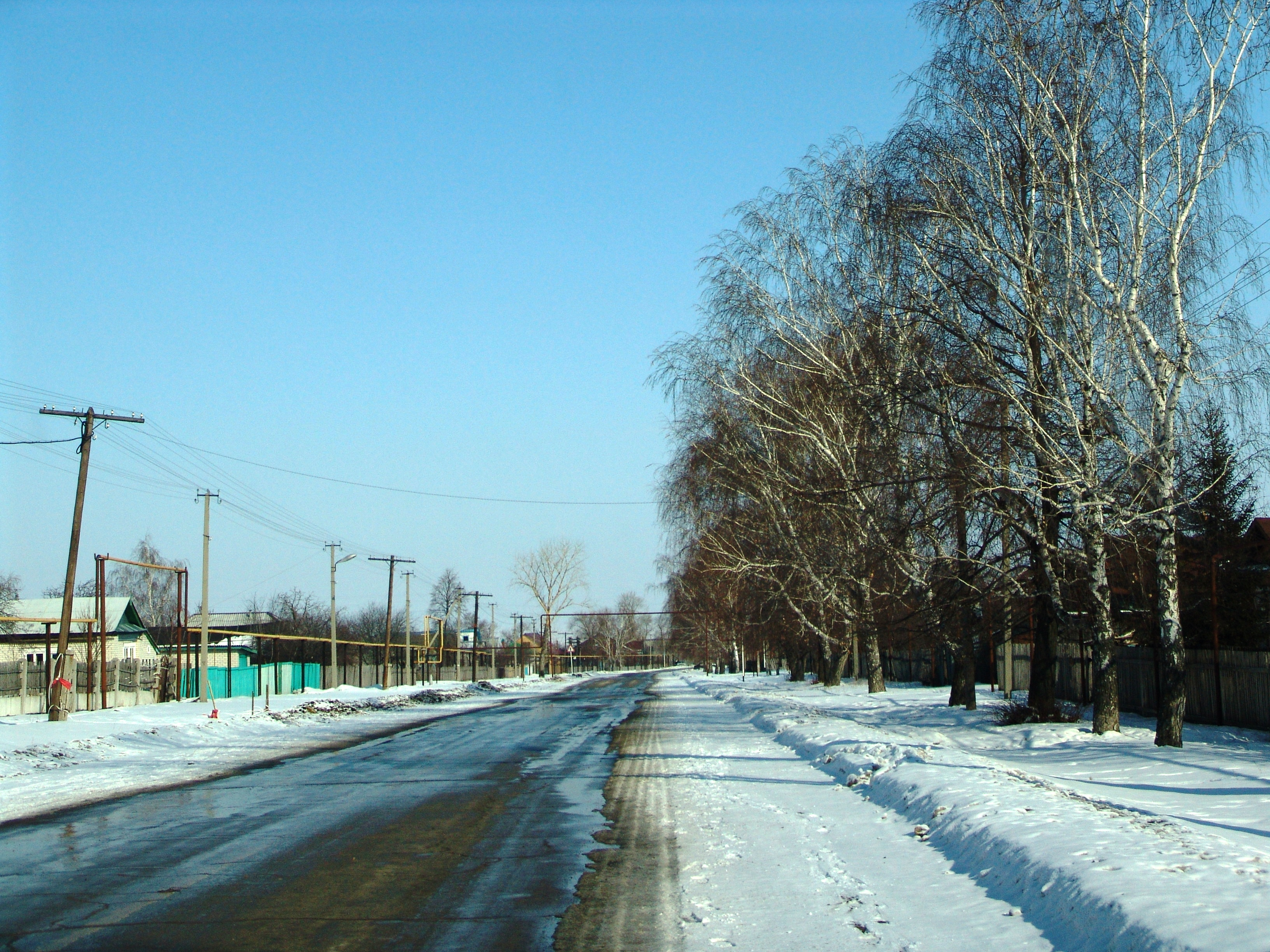
Колхозная ул.
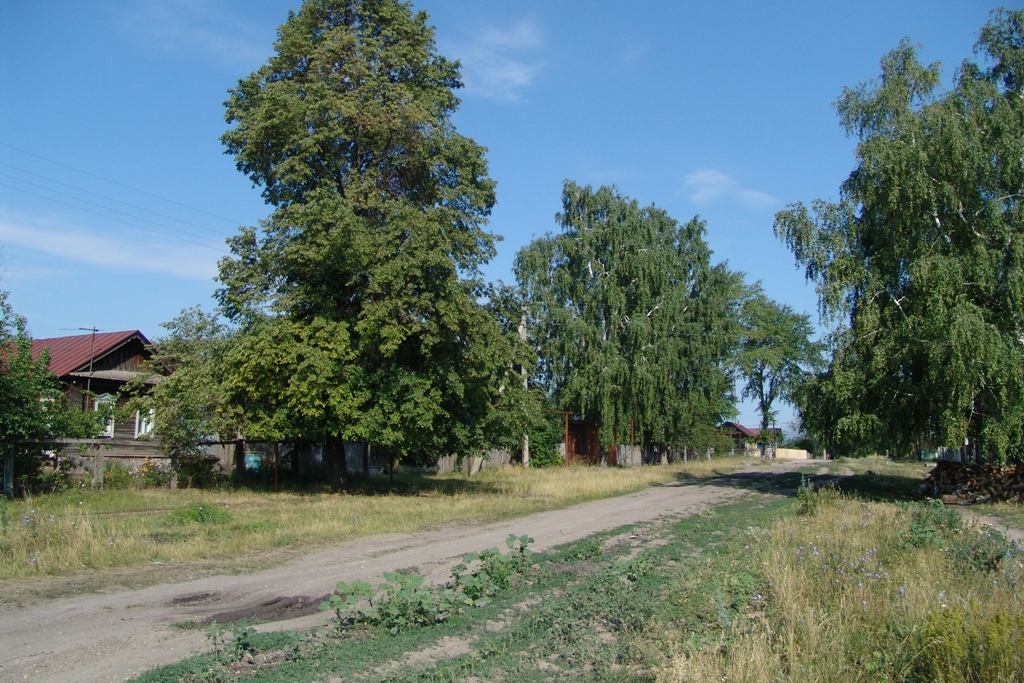
Чапаева ул.

## Палеонтология
В августе 2019 года в 1 км к северу от села врач В. Г. Горбенко обнаружил ископаемый зуб доисторической акулы Ptychodus cf. rugosus — третий образец птиходуса из найденных в Самарской области. Размеры зуба — 23 × 13 мм, его окклюзарная поверхность покрыта рёбрами и бугорками. Образец извлечён из осыпи, поэтому его точный стратиграфический уровень неизвестен, но на основе литологических признаков предполагается, что он происходит из отложений туронского возраста (поздний меловой период), представленных слоем светло-серых мергелей, переходных к известнякам.

## История

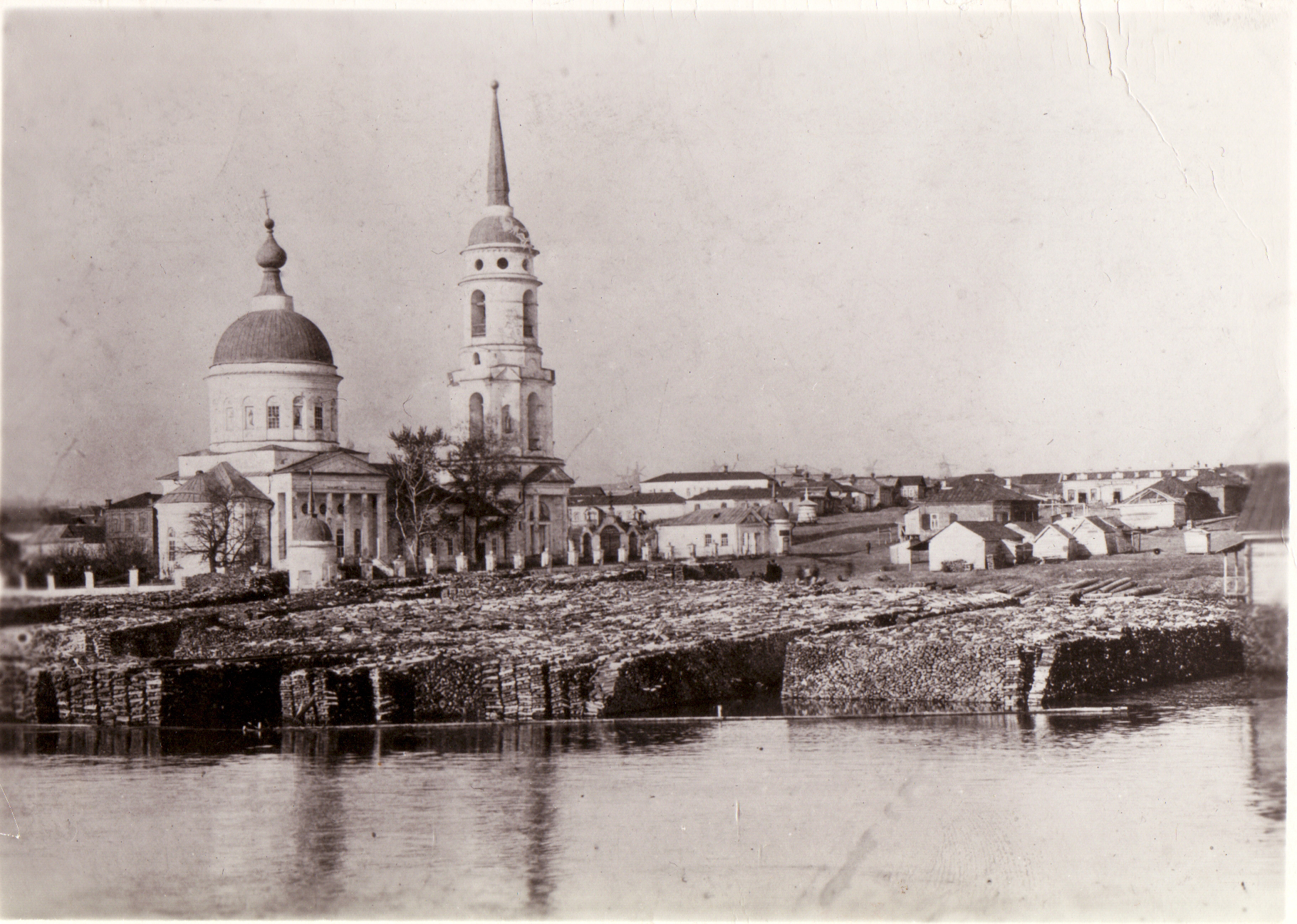
Новодевичье, вид с Волги — Большая вода, 1926 год. На горизонте видны 6 ветряных мельниц.
Храм построен в 1794 году

### Новопречистенская вотчина Новодевичьего монастыря
В 1683 году Московский Новодевичий монастырь получил от царя жалованную грамоту на «Симбирские Атрубские воды со всеми рыбными ловлями в тех урочищах в вотчину… да им же против тех рыбных ловель на берегу Волги реки на нагорной стороне отвести под двор земли, где жить работным людям и для поклажи рыбы и всяких припасов да к тому двору земли 500 сажен и 500 поперек».
И снарядил Новодевичий монастырь из монахов и «работных людей» экскурсию. Доплыв сюда по течению Волги, остановились они у пологой, спускавшейся к реке площадке между двумя возвышенностями. Скоро лес был вырублен, были построены жилье и хозяйственные помещения. Несколько ниже этих домов, ближе к Волге стали селиться рыбаки, бурлаки и крестьяне. Так возникло село-слобода Новопредтеченская (Новопречистенская — так легче произносилось народом).
Впервые слобода упоминается в выписке из межевой книги Симбирского уезда в письмах и межеваниях стольника Михаила Пушкина в 1688 году. В 1696 году с монастырских пашен села Новопредтеченского с прилежащими деревнями было собрано 34 четверти хлеба (1 четверть = 8 пудам, 1 четверик = 1 пуду) с 64 десятин, а в 1699 году 268 четвертей, в 1701 году с 52 десятин — 1190 четвертей и 4 четверика.

### Во владениикнязя Меншикова

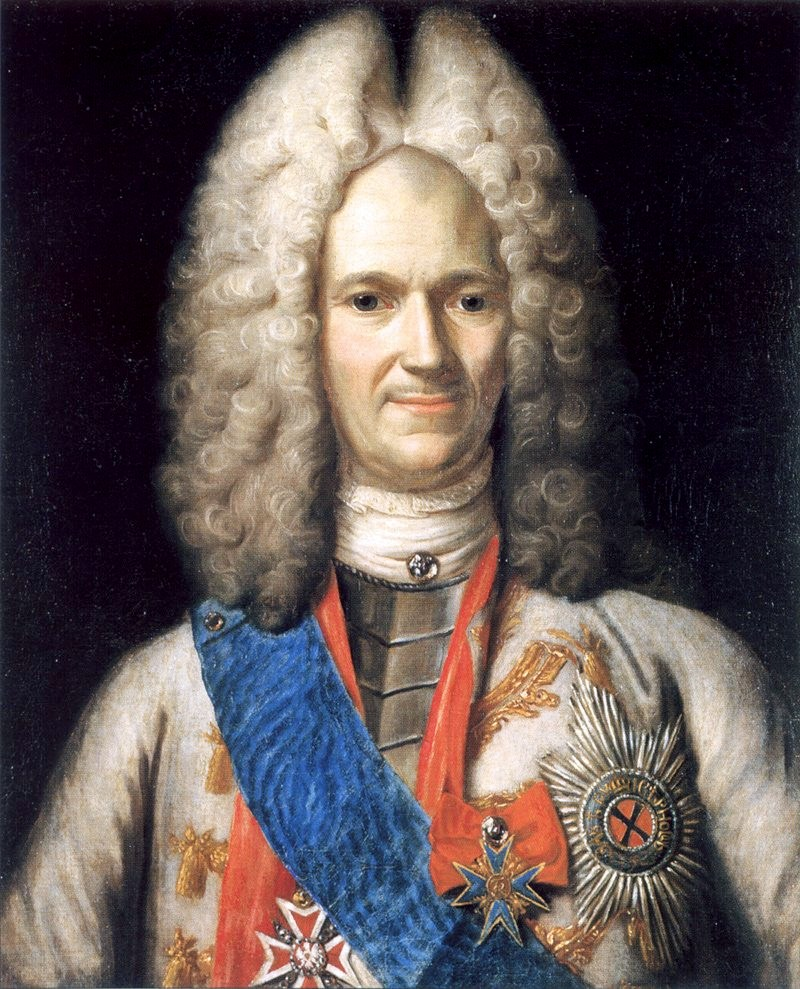
Александр Данилович Меншиков

Скоро эта вотчина стала желанной для одного из самых могущественных людей России времен Петра I — Александра Даниловича Меншикова. 16 февраля 1710 года Самарская Лука и село Новопредтеченское жалуются князю Меншикову в обмен на другие его имения.
Сохранилось описание села 1716 года:

Село Новопречистенская слобода стоит на берегу Волги на нагорной стороне, в ней церковь деревянная, новая во имя Николая Чудотворца со всякой церковной утварью. Двор вотчинников со всяким дворовым и хоромным строением. Да при той же Новопречистенской слободе на Ольшанском ключе винокуренный завод со всяким припасом и строениями и со всякою посудою. Да при том же заводе на Белом ключе верстах в двух от того заводу пять мельниц стоит, на которых мелют на оный завод запас, а оные мельницы держит той же Новопречистенской слободы крестьянин Сила Гурьев. На всех тех мельницах жернова по одному поставу. Да ниже этого заводу на Ольшанском же ключе близ Волги мельница наливная на одном поставе, да при Новопречистенской слободе на речке Красной мельница об одном поставе со всякой мельничной снастью. Да на той же нагорной стороне при Новопречистенской слободе вверх по реке Волге на берегу близ дворов той слободы двор рыбный со всяким строением, где живут рыбаки и работные люди и кладется всякая ловленая рыба.
По переписи 1720 года в слободе насчитывалось 567 дворов, в них мужского пола 1316 человек.
В 1727 году в результате дворцового переворота фаворит Екатерины I Меншиков А. Д. был лишен всех чинов и сослан в Берёзово, а имения его были конфискованы. Село Новопредтеченское вновь возвращается Новодевичьему монастырю. Рыбные ловли монастырь сдавал в аренду. Крестьяне также платили монастырю оброк с каждой ревизской души.

### Во владенииграфов Орловых-Давыдовых
В 1764 году все имущество перешло в ведение учреждения, которое стало управлять большими монастырскими владениями — Коллегию экономии. Фавориты Екатерины II братья Орловы пожелали получить земли и богатые села на берегу реки Волги в обмен на свои имения в других губерниях. 23 апреля (4) мая 1768 год ряд приволжских сел, в том числе и село Новопредтеченское именным указом Екатерины II жалуется графам Орловым «в вечное и потомственное владение». 
В 1780 году  село Новодевичье, при реке Волге, помещиковых крестьян, 1054 — ревизских душ, вошло в состав Сенгилеевского уезда Симбирского наместничества.
В Ведомостях Симбирского наместничества за 1780 год в значилось:

Село Новодевичье, при реке Волге, помещиковых крестьян 1054.

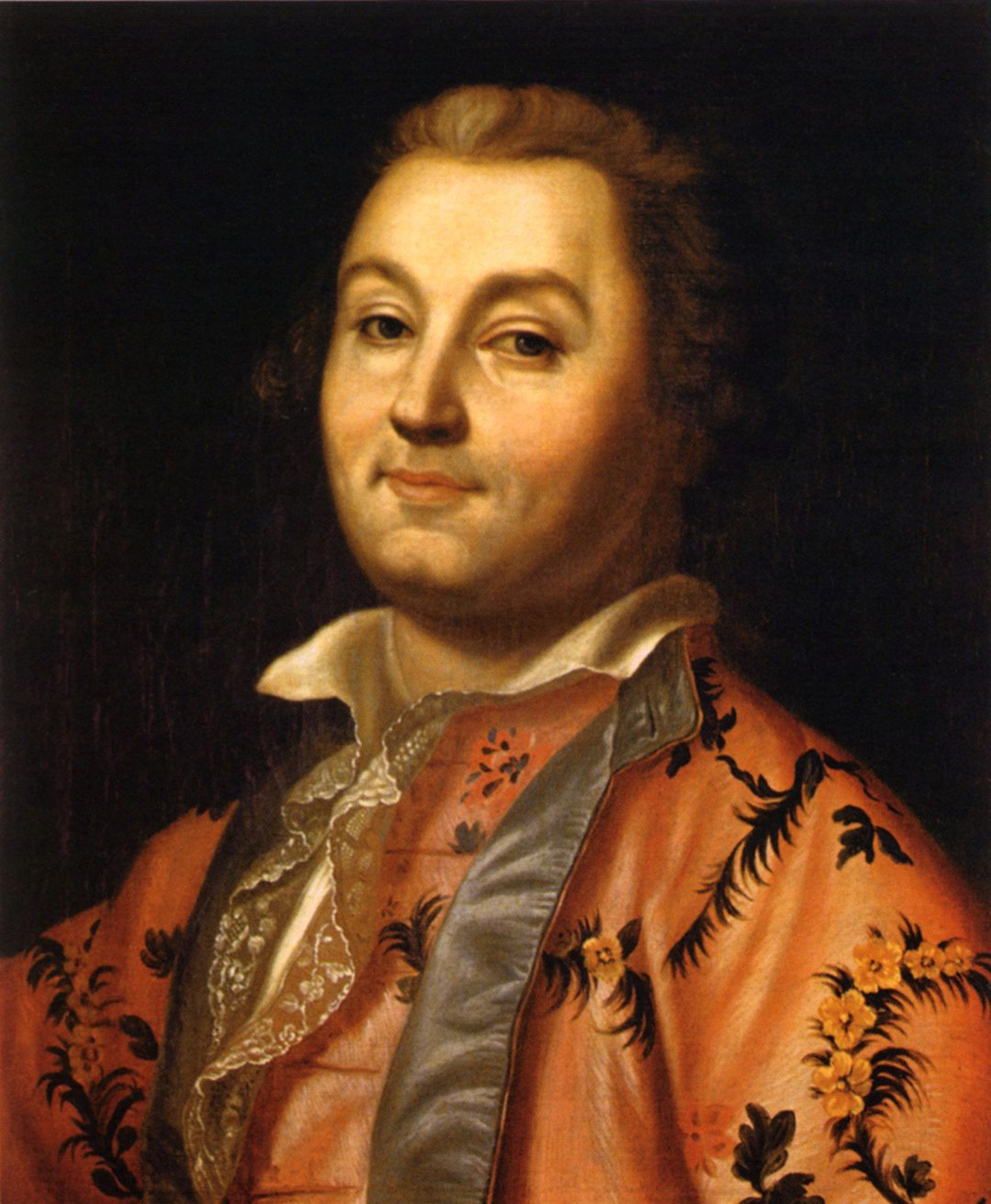
Григорий Григорьевич Орлов

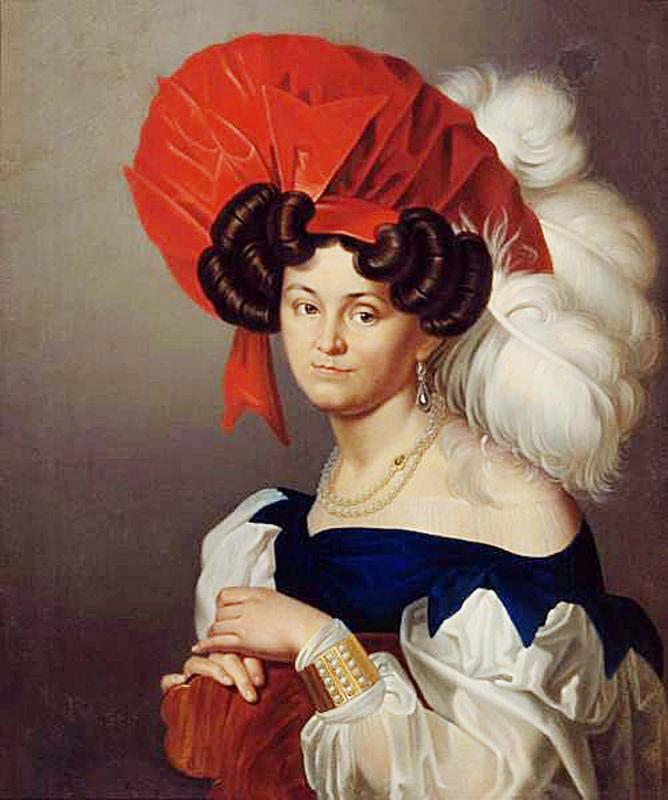
Княгиня Анна Алексеевна Орлова

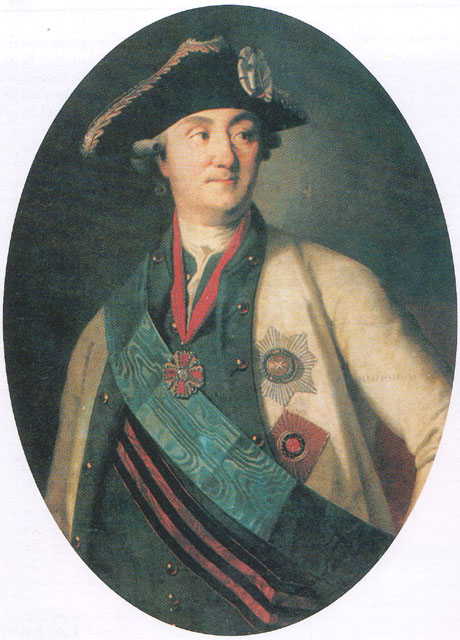
Граф Алексей Григорьевич Орлов-Чесменский

После смерти графа Орлова Григория приволжские села перешли во владение братьям: Владимиру достались село Усолье, в котором находилась главная вотчинная контора графа и прилегающие к Усолью деревни, а также село Тукшум (ныне совхоз Новодевиченский); Федору отошли село Новодевичье и земли с деревнями Рождествено, Переволоки, Сосновый Солонец.
После смерти Федора его земли с селами переходят к брату Алексею Григорьевичу — аншефу и камергеру Её императорского Величества генералу — графу Орлову—Чесменскому. Ещё при жизни графа управление Новодевиченской вотчинной конторой доверяется его дочери — княгине Анне Алексеевне Орловой-Чесменской. В период владения селом Орловыми положение крестьян ухудшилось. Стали повторяться неурожайные годы, эпидемии и пожары, при которых деревянные домишки и сараи, крытые соломой, сгорали дотла. По сохранившимся описаниям никто не мог спасать своё добро, каждый думал только как спастись самому и спасти детей.
Сгорела и деревянная церковь, простоявшая 81 год. Решено было строить каменную.  Часть денег было выделено из царской казны, основную сумму внес граф А. Г. Орлов-Чесменский. Производство кирпича было налажено в Новодевичье. Недостающие деньги собрали с крестьян со всей округи. Здание получилось в 37 метров высотой, окончательно достроено было оно в 1794 году. Было отлито 5 небольших колоколов и один большой в 316 пудов и 14 фунтов:

234. с. Новодевичье (Новопречистенсное) при p . Волге Храм каменный, теплый, построен в 1794 г . графом Алексеем Григор. Орловым-Чесменским; обнесен каменной оградой. Престолов в нём три: главный в честь Казанской иконы Божией Матери, в правом приделе во имя Святителя и Чудотворца Николая и в левом во имя свв. праведных Заxapия и Елизаветы. Часовен две: одна против храма на берегу Волги, другая в 3 вер. от храма, при ключе Елшанке; обе каменныя. Церковной земли: 102 дес. пахотной и сенокосной. Капитал церкви 500 руб. 18 коп. Причт состоит из священника, диакона и псаломщика. Дома: для священника и диакона церковные, для псаломщика общественный. Жалованья от общества вместо хлебных сборов: священнику 100 руб., диакону и псаломщику по 50 руб. Капитал Причт 500 руб. Прихожан в с. Новодевичье (н. р.; волост. правл.) в 448 двор. * 1793 м . и 2039 ж.; сверх того раскольников в 30 двор. * 122 м . и 200 ж. Церк.- приход. попечительство существует с 1880 г . Школ две: двухклассная мужская ведомства М. Н. Пр. и женская одноклассная от земства. Ближайшия села: Подвалье в 8 вер. и Маза в 10 вер. Расстояние от Симбирска 115 вер., от Сенгилея 45 вер. Почтов. адрес — с. Новодевичье.

В 1820 году Симбирская межевая канцелярия произвела межевание земель княгини Анны от земель Усольской вотчины, после чего княгиня Анна распродала недвижимое имущество, Крестьяне села Новодевичья откупились от графини и стали свободными.

### Большое торговое село на Волге
Пять больших пристаней едва успевали переваливать грузы: хлеб, дрова, различные кустарные изделия, свезенные сюда из пяти волостей (Новодевиченской, Усольской, Тереньгульской, Шигонской и Старотукшумской). У берега грузились десятки барж, день и ночь скрипели телеги, подвозя груз к берегу. Рыночная площадь в базарные дни была заполнена скотом, который тоже продавался. Новодевичье было знаменито своей ярмаркой. 
В 1848 году было открыто мужское училище, в 1897 году — бесплатная народная библиотека, а в 1899 году — лечебный пункт на средства губернского земства и при большой поддержке Российского общества Красного Креста. 
В 1859 году село Новодевичье (Благовещенское), удельных крестьян, во 2-м стане Сенгилеевского уезда Симбирской губернии, в 352 дворах жило 3087 человек, имелось: церковь православная, сельское училище, ярмарка, базар, пристань.
По данным переписи населения Российской империи 1897 года население села Новодевичье составляло 3000 человек.
 В энциклопедическом словаре Ф. А. Брокгауза и И. А. Ефрона 1907 года дается такое описание села:

«НОВОДЕВИЧЬЕ (Благовещенское) — с. Симбирской губ., Сенгилеевского уезда, на р. Волге. Значительная хлебная пристань (свыше 2000 тысяч пудов в год); жителей 4041, почта, телеграф, училище, лавки, кожевенные и овчинные заводы, еженедельные базары и ярмарка. Садоводство, торговля яйцами».

### События 1905—1907 годов
В конце XIX века в Самаре и по всей губернии создаются революционные кружки. В Самару приехал в мае 1889 года Владимир Ильич Ленин и жил там до августа 1893 года. С его именем связана и история возникновения Самарской партийной организации.
Часть крестьян и интеллигенции села Новодевичья собирались по вечерам на тайные сходки, где читали прокламации и листовки революционных кружков. Это были учителя Фоченков Иван Константинович, Кузин Петр Андреевич, Петров Гаврила Гаврилович, крестьяне Суханов Василий Иванович, братья Демидовы и другие. В марте 1907 они подняли крестьян на восстание, воспользовавшись тем, что становой с урядниками выехали в село Горюшку усмирять крестьян. Крестьяне установили стражу у околицы, создали в селе самоуправление. О том, как было разгромлено это выступление крестьян, говорит такой документ:

Рапорт командира 7 -го пехотного Ревельского полка полковника Мекленбургского Николаю II о вооруженном столкновении войска с крестьянами села Новодевичья Симбирской губернии. 

22 марта 1907 года г. Сызрань.

Вашему Императорскому Величеству все-подданейше доношу, что охотничья команда вверенного мне полка в составе двух офицеров и 50 нижних чинов, вызванная в село Шигоны Симбирской губернии по поводу взятия рабочими имения Дурасовых, спешно была мной командирована в большое село Новодевичье, где жители, сменив администрацию, установили самоуправление, постановив подати не платить и войск не пускать.
Несмотря на наступившую распутицу, проваливаясь по колено в снегу, команда 14 сего марта в порядке подошла к селу Новодевичью, но жители никакой враждебности не выказали. Заняв здание библиотеки, расположились на ночлег, приняв соответствующие меры охранения. Около 10-ти часов вечера наружный часовой, заметив приближающуюся толпу народа, поспешил предупредить команду. По этому сигналу наружной охраны команда очень быстро вышла из помещения, но огромная толпа народа, вооруженная косами, с выстрелами по направлению команды, была настолько близко, что начальник команды штабс-капитан Ведер, не имея возможности использовать команду для залпа, по недостатку места, пустил команду в штыки. Толпа была моментально разогнана. Благодаря такой мере среди жителей насчитывается: только один убитый, но более 50-ти серьёзно раненых и очень большое количество с менее значительными поранениями, ушибами от прикладов. Жители смирились. О происшествии производится расследование. Полковник Мекленбургский.

### Советская власть

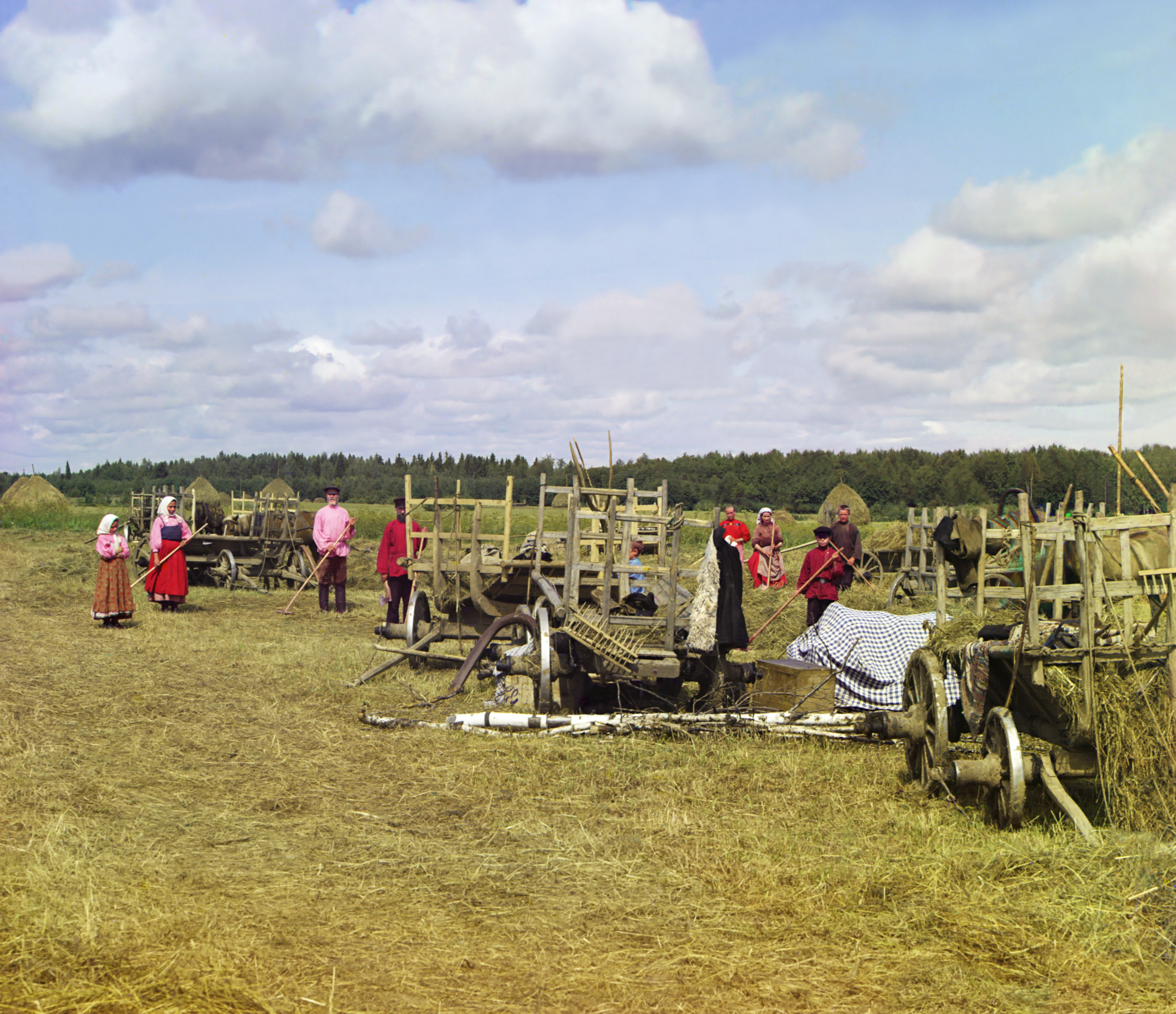
Крестьяне, 1909 год. Фото С. М. Прокудина-Горского.

В селе был создан волостной Совет. Первыми организаторами Советской власти в селе Новодевичье были: Вырыпаев Иван Захарович, Казятин Григорий Александрович с сыном Иваном, Шалдаев Василий Григорьевич, Рачков Петр Васильевич, Купряшов Егор Ефимович, Суханов Михаил Васильевич, Косоуров Иван Федорович, Будылин Андрей Яковлевич. Они призывали отобрать землю у кулаков. Но не успела укрепиться власть Советов. Весной 1918 года началась Гражданская война и Военная интервенция, а в Поволжье начался мятеж белочехов.

### Гражданская война
В. И. Ленин придавал большое значение событиям на Волге, так как по Волге везли в Республику Советов хлеб, нефть, оружие. Создается ударная группа-«Железная дивизия», которой командовал Гая Дмитриевич Гай. В сентябре 1918 года эта дивизия освободила от врагов Симбирск. Затем был взят курс на Сызрань и Самару.
26 сентября 1918 года дивизия высадила десант у Новодевичья и Климовки и освободила эти села. 3 октября была освобождена Сызрань, а 7 октября — Самара. В боях за село Новодевичье погибло несколько красноармейцев из Железной дивизии Гая. Их похоронили в братской могиле, на ней поставили памятник. При перенесении зоны затопления села перед заполнением Куйбышевского водохранилища поставили новый обелиск в парке возле клуба.

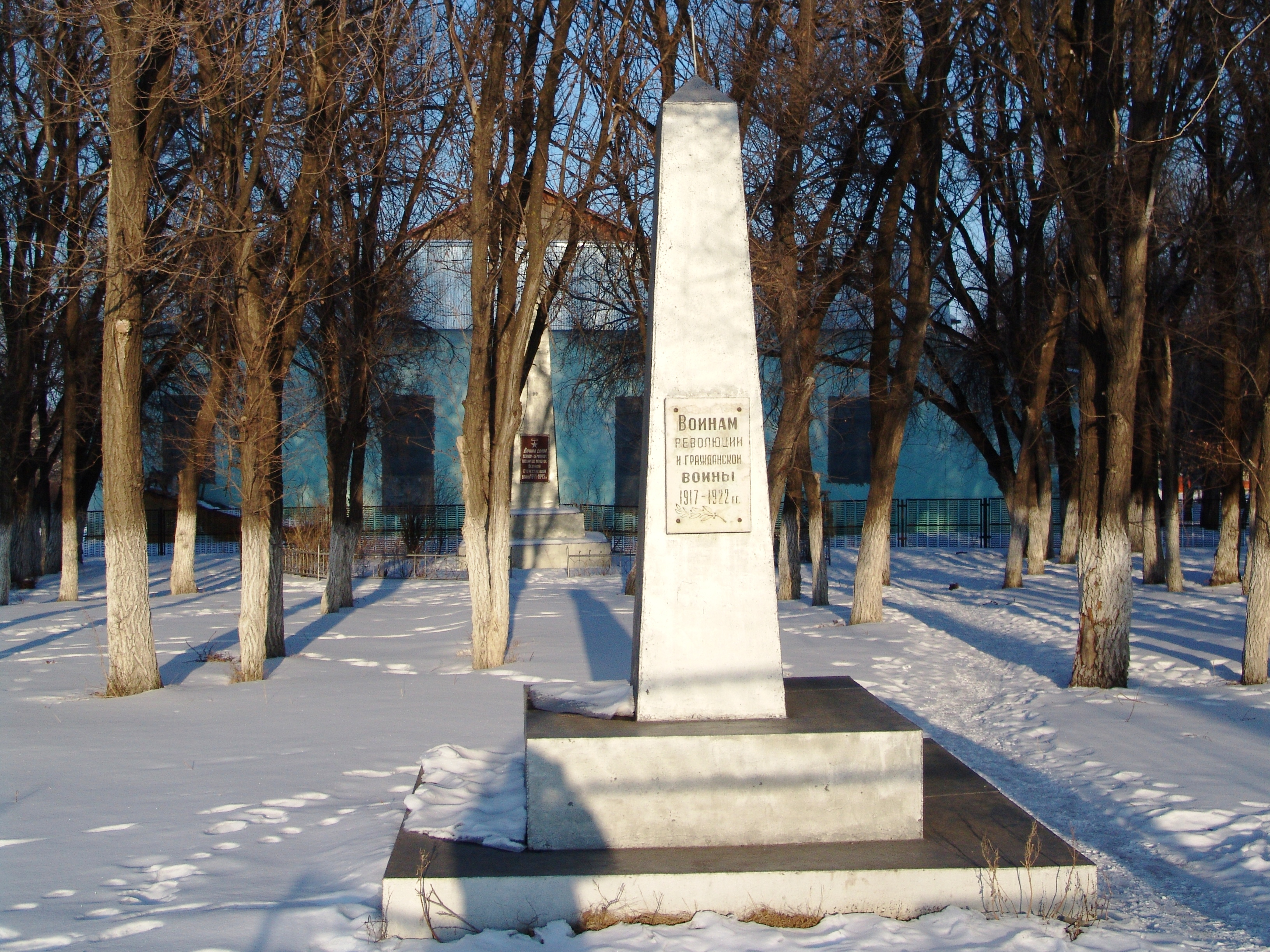
Обелиск погибшим в годы Революции и Гражданской войны

Многие жители нашего села воевали на фронтах гражданской войны. Житель села Новодевичья Рачков Петр Васильевич, член партии с 1919 года, был активным участником революционных событий. В апреле 1919 года он был назначен заместителем председателя Новодевиченского волисполкома, а в сентябре этого же года его председателем. Волисполком сосредоточил в себе всю государственную и исполнительную власть.

### Операция отряда Каппеля, взятие Новодевичья
После взятия г. Сызрани 11 июня 1918 г. отряд добровольцев Каппеля возвращается в Самару, и оттуда по Волге перебрасывается в Ставрополь и занимает город. Затем проводит операцию по очистке от красноармейцев правого берега Волги. Основные бои происходят при взятии деревни Климовка и села Новодевичья. Они подробно описаны в воспоминаниях В.О Вырыпаева Бои за Новодевичье Архивная копия от 5 февраля 2011 на Wayback Machine

### КрестьянскоеЧапанное восстание
Переход Советской власти к политике военного коммунизма и начало продразвёрстки привели к массовым крестьянским выступлениям. 
5 марта 1919 года в селе Новодевичье вспыхнул крестьянский мятеж под руководством кулака Мотохина, известный под названием «Чапанка». Вот что о нём рассказывается в документах:

В селе Новодевичье вспыхнул контрреволюционный мятеж. Мятежники разоружили продотряд, арестовали коммунистов и членов волисполкома. Прибывших в Новодевичье для прекращения мятежа мирным путём представителей губисполкома мятежники убили, а трупы бросили в прорубь. Председателя волостной ЧК В. Казимирова после зверского избиения привязали за ноги к саням вниз лицом, притащили на Волгу и, бросив в прорубь, выстрелом в упор убили. Посланный из Сенгилея красноармейский отряд мятежники окружили и обезоружили, а его командира расстреляли. Главари мятежа создали штаб «крестьянской армии», который разослал в окрестные села циркуляры с призывом присоединиться к мятежу, арестовать коммунистов. Одновременно штаб направил организованные им вооруженные банды в ближайшие села Сенгилеевского, Сызранского и Мелекесского уездов, чтобы принудить народ примкнуть к мятежу.
Председатель Симбирского губисполкома М. И. Гимов сообщил по прямому проводу в Сызрань председателю уисполкома Р. Э. Зирину о начавшемся мятеже в селе Новодевичье Сенгилеевского уезда и просил сообщить об этом Самарскому губисполкому.
На 100 подводах повстанцы прибыли в село Усолье, там им удалось сколотить большой отряд, вооруженный охотничьими ружьями, винтовками, пиками и т. д. 8 марта они разделились на несколько отрядов и двинулись по трем направлениям: на село Жигули, село Печерское и село Усинское.
Для ликвидации мятежа из Сызрани в село Усинское был выслан отряд красноармейцев. Однако он попал в засаду и был разбит. Захваченных в плен 32 человека из отряда мятежники подвергли страшным истязаниям и потом убили. В числе погибших была А. А. Смирницкая, организатор комсомола города Сызрани. Лишь 14 марта удалось ликвидировать мятеж. 
В письме Л. Д. Троцкому командующий 4-й армией Восточного фронта М. В. Фрунзе, сообщая о разгроме «чапанов», писал, что движение носило массовый и организованный характер. Целью его ставилось овладение городами Самарой, Сызранью и Ставрополем… Восстание шло под лозунгами: «Да здравствует Советская власть на платформе Октябрьской революции!», «Долой коммунистов и коммуну!». Восставшие были сурово наказаны. Было расстреляно свыше 600 «главарей и кулаков», село Усинское «сожжено совершенно». 
События восстания изложены в статье «Чапанная война» В. И. Индирякова, старшего советника юстиции, начальника отдела по реабилитации жертв политических репрессий прокуратуры Самарской области, занимавшегося пересмотром дел участников Чапанной войны. Архивная копия от 13 апреля 2021 на Wayback Machine

## Советский период
В июне 1919 года в селе Новодевичье была создана партийная ячейка. Она развернула политико-массовую работу среди крестьянской бедноты. 19 октября 1919 года докладывали Сенгилеевскому уездному комитету:

 В субботу 11 октября на пристани Новодевичья состоялся второй коммунистический субботник, в котором принимало участие 25 человек, из которых 5 человек коммунистов, 11 сочувствующих и 9 беспартийных. В течение 1,5 часа было погружено в баржу 2820 пудов ржи для голодающих Севера. Работа производилась энергично, при образцовом порядке, настроение участников было превосходное. Субботники будут продолжаться регулярно каждую субботу и местная ячейка коммунистов выражает твердую уверенность, что количество участников будет прогрессивно возрастать… 
Коммунисты Шалдаев В. П., Калев Е. М., Косоуров И.Ф,, Рачков П. В. и другие в своей работе опирались на помощь комсомольской ячейки.
В 1930—1960 годах Новодевичье было центром Новодевиченского района района.

### Комсомольцы

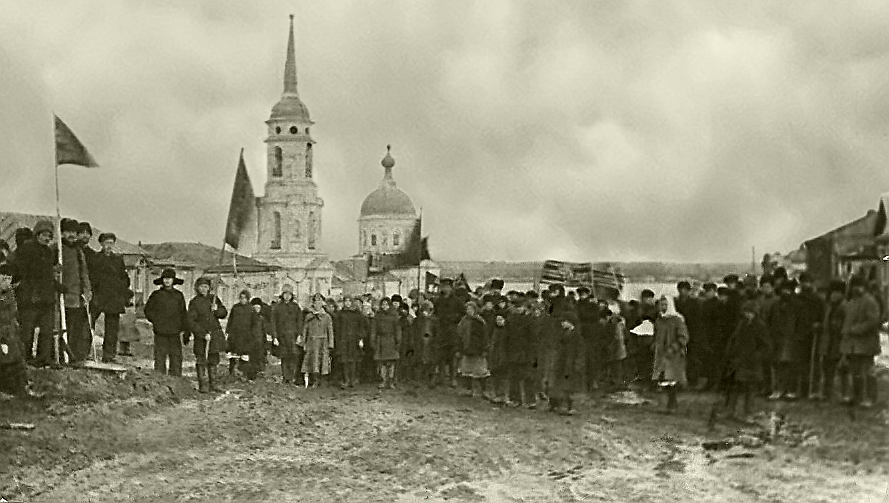
Новодевичье, демонстрация 1925 год

Первые комсомольцы села: В.Коровников, 3.С. Гаврилина, М.А, Булаев, Лебедев, Агуреев, Плеханов, В. Н. Шульгин, братья П. И. и М. И. Косоуровы, В. Г. Усов, секретарь ячейки П. А. Дурнов. Чем только не приходилось им заниматься! Собирали средства в фонд голодающих в 1921 году, привлекали к учёбе в ликбезе женщин, проводили собрания крестьянок, на которых рассказывали о раскрепощении женщин в деревне. Были открыты изба — читальня и народный клуб, в которых работали различные кружки художественной самодеятельности. Панков Михаил Федорович руководил драматическим кружком, который ставил на сцене по два спектакля в месяц. Купряшов Александр Степанович руководил хором. Теперь охотно шли жители села на огонек в клуб. В селе вместо двухклассной школы была организована школа крестьянской молодежи с обязательным семилетним обучением. Первым её директором был Александр Лаврентьевич Максимов.
1 декабря 1928 года начались занятия. Сколько было радости у молодежи! Пришли учиться те, кто активно строил новую жизнь: Крайновы Софья и Зинаида, Моисеева Екатерина, Кирин Николай, Шалдаев Александр, Комлева Антонина, Шилина Клавдия. Впоследствии Кирин стал хирургом, Моисеева (Коконина) Екатерина Семеновна — учительницей, директором Мазинской семилетней школы, Зинаида Петровна Крайнова и Клавдия Ивановна Шилина стали агрономами, Софья Петровна Крайнова — партийным работником — в селе появилась своя народная интеллигенция.

### Коллективизация
В 1928 году впервые по улицам села проехал трактор «Фордзон». Вел его Петр Борисович Григорьев. Удивленные люди сбежались на базарную площадь. Не верилось мужикам, что эта машина может заменить сразу несколько лошадей. Трактор ощупывали, горячо и долго спорили. Партия и Советское правительство предложили крестьянам объединиться в колхозы и пахать трактором не мелкие полоски земли, а большие площади. Трудно было отказаться от единоличной жизни, хотя и понимали крестьяне, что тяжелее землю обрабатывать по прежнему. В клубе до поздней ночи проходили собрания. Секретарь партячейки Лаптев убедительно разъяснял преимущества колхозной жизни. Первыми подали заявление в колхоз И. Ф. Шкирев, Н. В. Суханов, М. И. Шляпин, С. П. Сапожников, С. П. Макаров, В. Ф. Демидов и некоторые другие. 

Так, в апреле 1929 года образовался колхоз «Новый сев». Председателем его был А. Т. Сенькин. С большим желанием работали колхозники на полях. Но трудностей было много. На 102 хозяйства приходилось только около 30 лошадей, 1 косилка, сохи, серпы и косы. Не хватало рабочих рук, а ребятишек — едоков было много в каждой семье. Но все же первый урожай был убран вовремя и полностью. 

Над телегами с зерном укрепили красные полотнища: «Хлеб — родному народу!», «Здравствуй, колхозный урожай!». Середняки потянулись в колхоз. В ленинские дни 1930 года в селе организовался второй колхоз «Ленинский призыв», председателем которого стал двадцатипятитысячник Уралов. В этом же году в село пришел ещё один трактор. А в 1931 году село сгорело (это был уже третий пожар после пожаров в 1894 и 1913 гг.) Более 700 дворов сгорело. Поэтому решено было два колхоза соединить в один, в название его было взято по одному слову от прежних и колхоз стал называться «Ленинский сев». Уже в 1934 году колхоз добился значительных успехов, планы выполнял регулярно, славился именами своих ударников труда.

## Великая Отечественная война

### Добровольцы

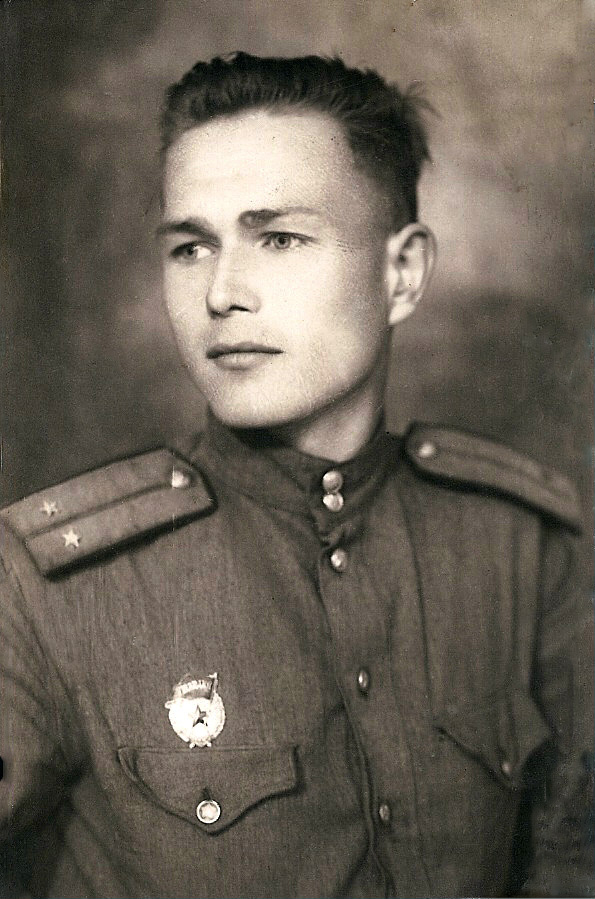
Кривов Николай С.

Многие односельчане ушли на фронт добровольцами. Вот их фамилии: Кривов Николай С., Суркин Михаил Семёнович, Усов А. В., Елисеев Ф. И., Калялин В. М., Гусев Анатолий Дмитриевич, Телепегин Петр Иванович, Маев Николай Васильевич, Черников Юрий А., Савинов Владимир Алексеевич, Давыдов Евгений Степанович, Лужилкин Виктор Степанович, Колесников Петр Иванович, Андреева (Дружкова) Анна Федоровна .
Кирюшов Евгений Иванович в 14 лет сумел добровольцем попасть на фронт, хотел мстить за брата, погибшего в 1942 году под Сталинградом. В 1943г был ранен, госпитализирован и на этом фронтовая биография закончилась. Указом от 9 мая 1945 года рядовой Кирюшов Евгений Иванович награждён медалью «За победу над Германией»
В газете «Колхозный путь» N 50 от 23 июня 1941 года напечатано письмо учителя математики Новодевиченской средней школы Суркина Михаила Семёновича:

«Иду добровольцем»: «Германская военщина посмела нарушить неприкосновенность советских рубежей и напасть на наш советский многомиллионный народ с войной. Фашисты мечтают иметь под своей пятой Советскую землю. Но этому не быть! Весь народ нашей Родины социализма и эта сила сокрушит любого врага, сотрет в порошок любые фашистские полчища! Я изъявляю желание встать добровольцем в ряды РККА и не щадя собственной жизни защищать знамя с именем тов. Сталина.»

### Трудовой фронт

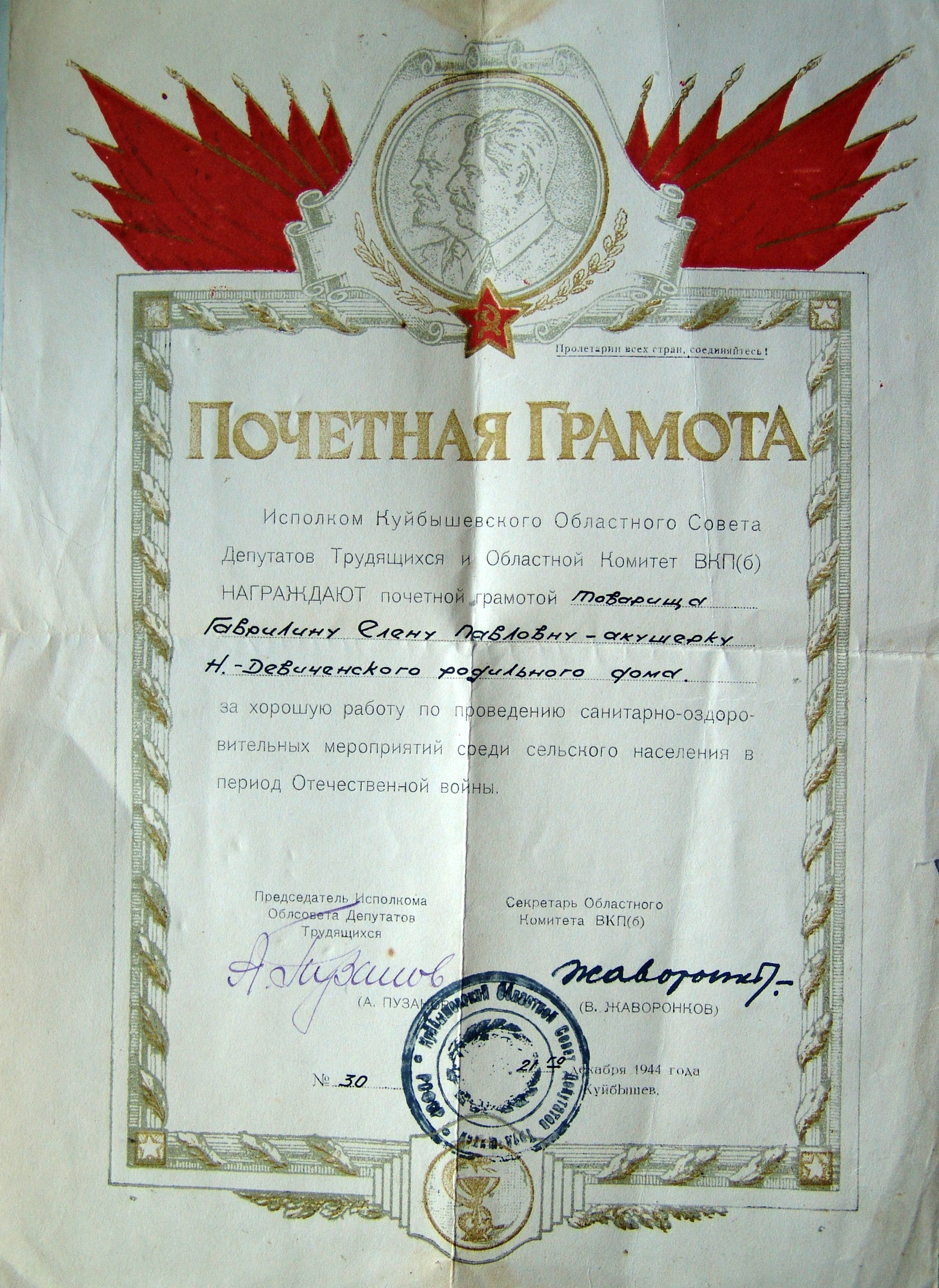
Грамота Гаврилиной Елены Павловны, 1944 год

В фонд обороны жители Новодевиченского района только в августе 1941 года отчислили деньгами 8645 рублей, 10 голов быков, 72 головы овец, 1 свинью, 10 центнеров мяса. 5 гусей, 5 центнеров хлеба, 430 яиц. Собирались и отсылались в армию посылки с теплыми вещами. Так, 20 ноября Новодевиченской средней школой было приобретено на собранные 810 рублей теплых вещей: пятеро ватных брюк, 5 фуфаек, 2 пары валенок, 8 кг шерсти, 8 шапок-ушанок, 4 пары носков, 6 пар перчаток. 

В этой же газете за 1 января 1942 года напечатана заметка ученицы 8-а класса Герасимовой «Учителя и учащиеся — бойцам» о посылке новогодних подарков бойцам Красной Армии, в которой говорится:

 «Коллектив учителей и учащихся послал фронтовикам несколько пар носков, варежек, теплое белье, 3 суконных одеяла, носовые платки, печенье, махорку и т. д. Учительница Карцева Лидия Федоровна послала бойцам новое байковое одеяло, 2 пары носков, пачку мыла, Иванова О. И. — 2 наволочки, полотенце и 30 рублей деньгами, Анискина Т. С. послала полотенце и 30 рублей деньгами.»
 К празднику 1 мая 1942 года трудящиеся района послали в подарок бойцам 108 пар носков, 156 носовых платков, 46 полотенец, 345 рубах, 62 куска мыла, 14 кг масла, 9 кг меда, 10 кг мяса. Учительницы Новодевиченской средней школы тт. Вишнякова П. II. и Борисова Н. С. сдали в районную сберкассу облигации государственного займа на сумму 1490 рублей для зачисления в фонд обороны. Первыми донорами района стали Мерзликина, Рябинина, Малышкина, Фитюнина, Белякова, Дружинина. В наше село эвакуировались многие семьи из западных областей страны. Всем им предоставлялась работа и жилье на подселение.

### Память

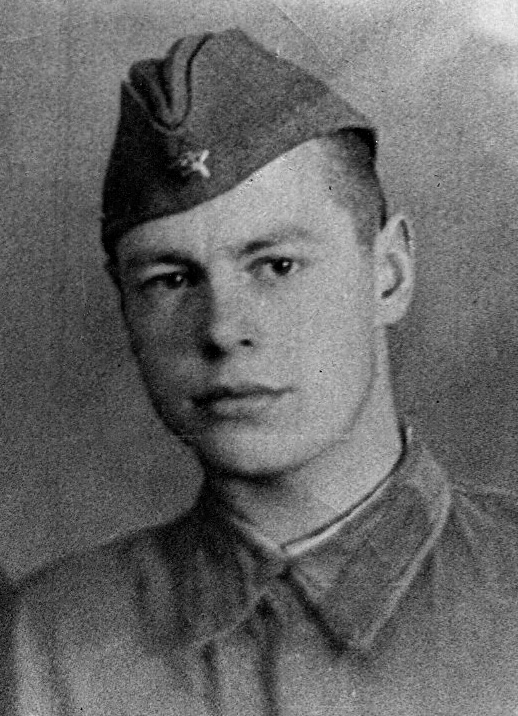
Волков Константин Александрович

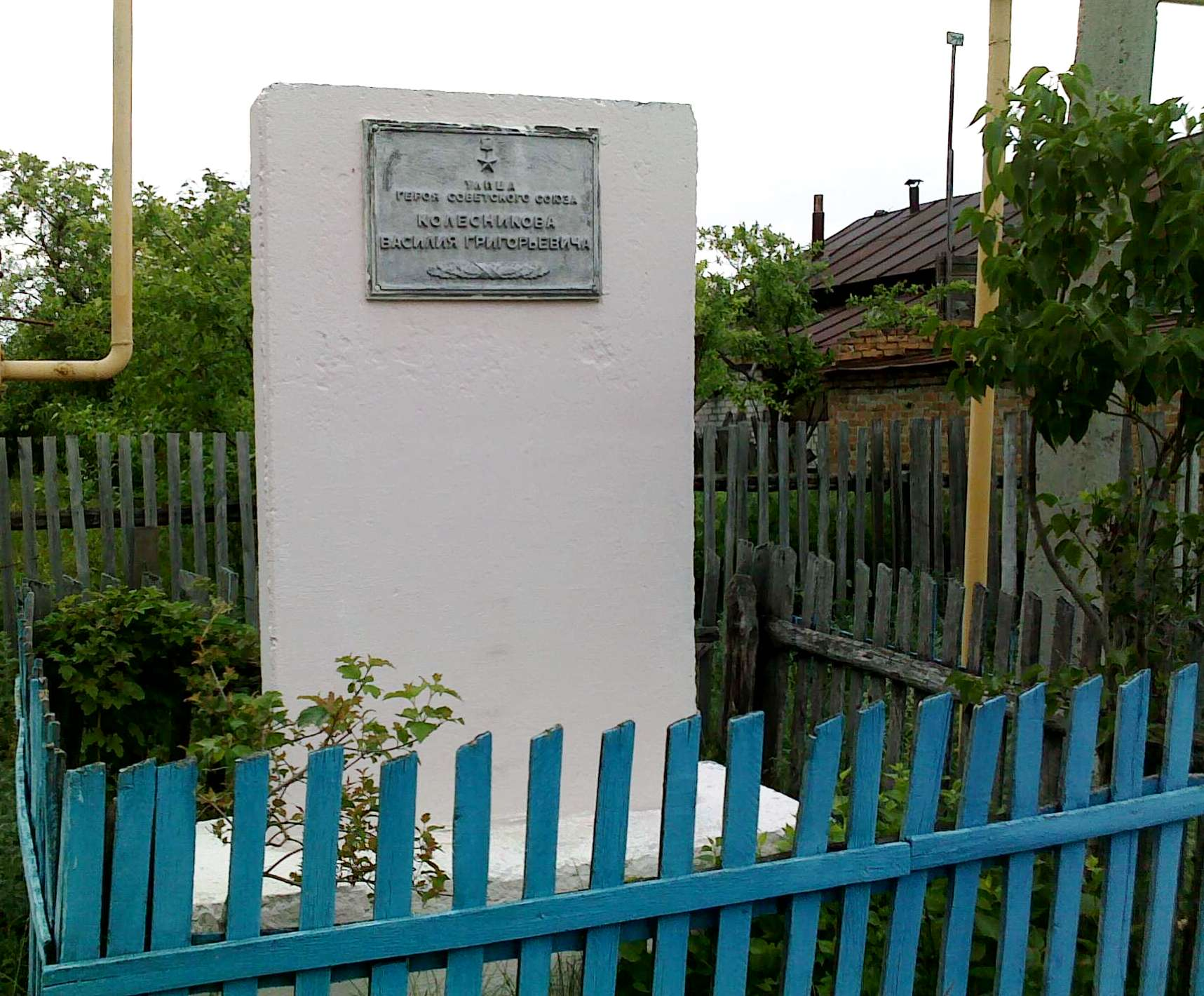
Памятная стела в начале улицы, названной в честь Героя Советского Союза Колесникова Василия Григорьевича

Четверо жителей села Новодевичье в период Великой Отечественной войны за выдающиеся боевые заслуги удостоились звания «Герой Советского Союза»: 

 Будылин Николй Васильевич,

 Суханов Михаил Андреевич,

 Корягин Пётр Корнилович,

 Колесников Василий Григорьевич.
Их боевые заслуги описаны в книге «Подвиг во имя Родины». 
Многие из сельчан не вернулись с фронта. Их имена — на обелиске в парке у Дома культуры, куда с 1965 года каждый год в День Победы 9 мая приносят цветы и венки жители села.
- Никонов Галий Васильевич (1921—1944). Его именем названа пионерская дружина Новодевиченской средней школы. Он выпускник Новодевиченской школы, отличник. Окончив Пензенское артиллерийское училище, стал командиром. Воевал под Москвой, под Сталинградом, освобождал Крым, дошел до границы. Это был прекрасный, скромный человек. Он отличился в боях, имел Орден Красной Звезды, орден Отечественной войны, медаль «За оборону Москвы» и медаль «За оборону Сталинграда». Погиб он в Польше и похоронен в городе Лежайск.
- Волков Константин Александрович (1921—1942). После окончания школы 18-летний юноша ушел на фронт. Воевал на Калининском фронте. В письмах просил мать Евдокию Степановну не беспокоиться о нём. На одной из открыток, датированной 21 октября 1942 года, он пишет о том, что они — гвардейцы, видят следы преступлений гитлеровцев. В каждом письме — любовь к Родине. Погиб Костя 28 ноября 1942 года под Великими Луками.
- Акифьев Александр Михайлович, 1915 г. рождения. Красноармеец. Погиб в январе 1942 года. Похоронен под Ржевом Тверской области.[26]
- Гурьянов Андрей Иванович, 1902 г. рождения. Сержант. Погиб 26.11.1941. Похоронен на территории Тульской области.[26]
- Лужилкин Виктор Степанович, 1923 г. рождения. Красноармеец. Умер от ран 25.06.1942. Похоронен в Рыбинске.[26]
- Макаров Александр Петрович.
- Маев Михаил Васильевич, 1918 г. рождения. Красноармеец. Погиб в августе 1941 года. Похоронен на территории Тверской области.[26]
- Напалков Павел Иванович, 1921 г. рождения. Лейтенант. Погиб 05.11.1942. Похоронен на хуторе Красном Ростовской области.[26]
- Усов Геннадий Григорьевич, 1919 г. рождения. Мл. лейтенант. Погиб 24.03.1945. Похоронен в Калининграде.[26]
- Савинов Николай Георгиевич, 1923 г. рождения. Мл. сержант. Погиб 24.05.1943. Похоронен в деревне Медужка Поддорского района Новгородской области.[26]
- Серебряков Анатолий Петрович, 1923 г. рождения. Мл. лейтенант. Погиб 27.03.1944. Похоронен в деревне Кироешты, Молдова.[26]
- Суханов Михаил Васильевич, 1921 г. рождения. Гв. лейтенант. Погиб 23.12.1942. Похоронен в селе Яшкуль, Калмыкия.[26]
- Щербаков Григорий Иванович, 1923 г. рождения. Мл. лейтенант. Погиб 27.04.1944. Похоронен в селе Дроздня Ковельского района Волынской области.[26]

Во многих сражениях участвовали новодевиченцы: майор Чернов Владимир Петрович — под Москвой. В обороне Ленинграда участвовали Лужилкин Виктор Степанович, Коршунов Н., Колесников А. С, Пронин Т. М; капитан десантных войск Петрихин И. Д., старшина Репашин Юрий А., старший сержант войск ПВО Дубовов В. Н., под Сталинградом воевали младший лейтенант Щербаков А. Н., сержант Ступалев М. А., там же погибли летчик Кирюшов Л. И. и сержант — артиллерист Сусляев О. С. От Сталинграда до Берлина дошли старшина — артиллерист Лукин И. В., старший лейтенант Ручкин Степан А., старшина Суханов В. Н. и другие. В битве на Курской дуге участвовали сержант Поляков Г. А., связист старшина Крохин М. Р, артиллерист Уваров Иван Васильевич, Куличкин Анатолий Николаевич В боях на Днепре сражался старшина Маркелов Владимир Иванович, под Смоленском политрук Козлов Василий Григорьевич, связист Чекулаев Николай Иванович, на Мурманском направлении Мазанов А. И., автоматчик Сорокин Ф. С, ефрейтор — связист Апаров Aлександр Петрович (под Старой Руссой он был тяжело ранен). В танковой атаке под Варшавой был тяжело ранен командир танка младший лейтенант Кирюшов Павел В. 

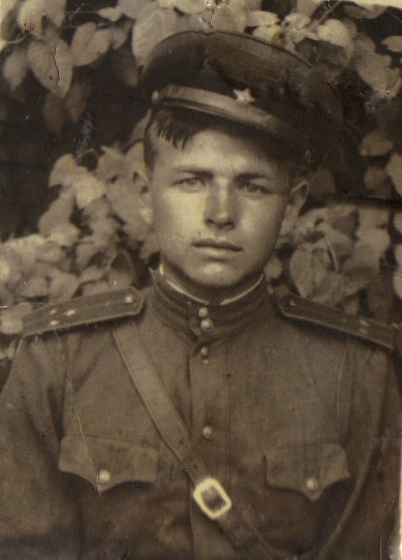
Маев Николай Васильевич

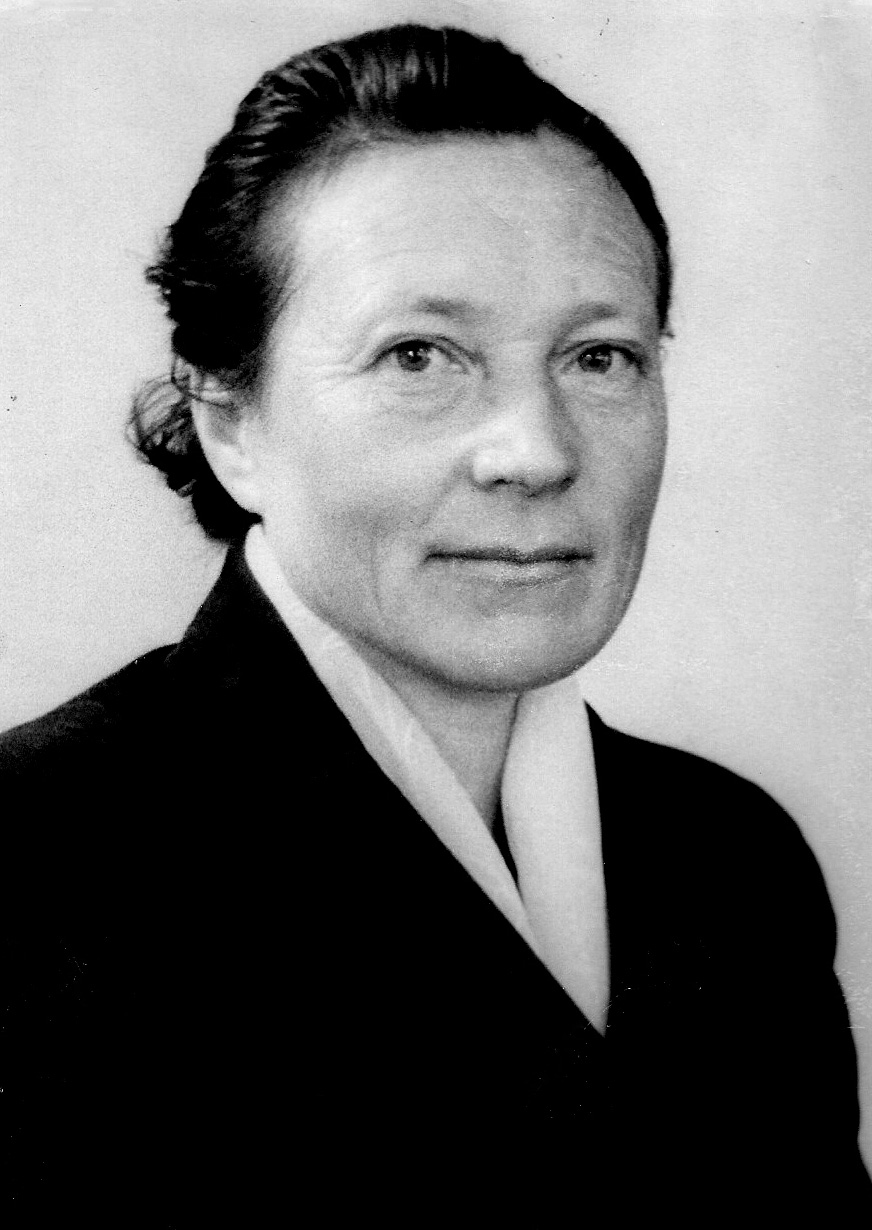
Дементьева Мария Корнеевна

Маев Николай Васильевич, окончил 1 Куйбышевское военное пехотное училище (п. Управленческий), Был назначен командиром разведроты, после боев на Курксой дуге был награждён орденом Красной Звезды и орденом Отечественной войны. Был тяжело ранен, закончил войну в звании ст. лейтенанта.
На Витебско-Полоцком направлении воевал Серов Николай Александрович, под Харьковом — Колесников И. С. На счету у снайпера старшего сержанта Шульгина Константина Николаевича было за короткое время записано 49 убитых врагов. За боевую службу он был награждён Орденом Красной Звезды. Храбро сражались за Родину и другие жители села : Савосин Иван Яковлевич, Напалков И. С, Стульцов И. П., Агуреев Степан Николаевич, Акифьев Иван Михайлович, Гвоздков Александр Иванович, Горячев П. Г., Демин В. С., Борисов Николай Иосифович, Фадеев Николай Иванович, Зотов Иван Андреевич, Рахманов Е. Н., Казятин Иван Mатвеевич, Суханов Алексей Васильевич, Суханов Александр Михайлович, Аблапохин Алексей Петрович., Чешихин Иван Максимович, Будылин Федор Тихонович, Гордеев Михаил Иванович, Колесников П. И., Кирков Александр Егорович, Демидов В. Ф., Козлов А. Б., Николаев В. И., Гурьев Николай Семенович, Казанцев Григорий Пименович, Маркочев Константин Михайлович, Маркочев Александр Михайлович, Муратов Фёдор Васильевич, Муратов Александр Михайлович — награждён орденом Славы III-ей степени, Муратов Николай Михайлович — награждён орденом отечественной войны II-ой степени; Тальнов Александр Павлович, Шестерин Анатолий Михайлович, Скворцов Михаил Н., Ефремов Федор Петрович, (был тяжело ранен на Ленинградском фронте под Волховом в 1942 году), Токарев Пётр Иванович, награждённый орденом Красной Звезды, Лиштаков Фёдор Е., Тюрин Иван Александрович, Шевырев Михаил Н., Шляндин Пётр Иванович, Беляев Иван Степанович, Смыслов Семен Михайлович, Загорский Иван Максимович, Дружинин П. Н., Демин В. С., Никитин Николай Иванович…

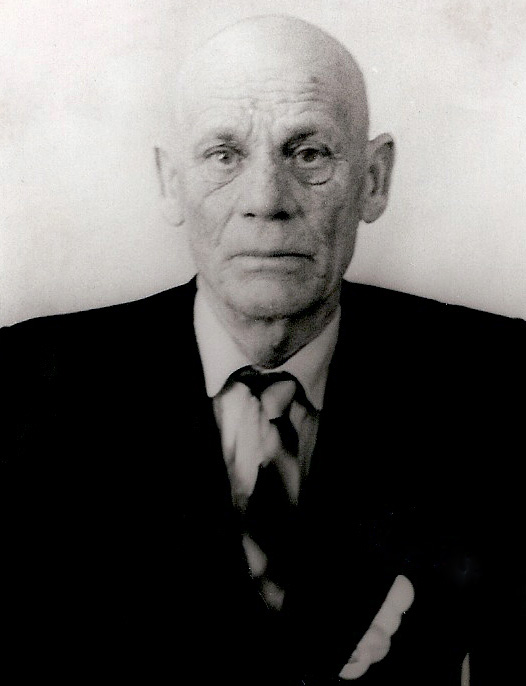
Вагин Василий Степанович

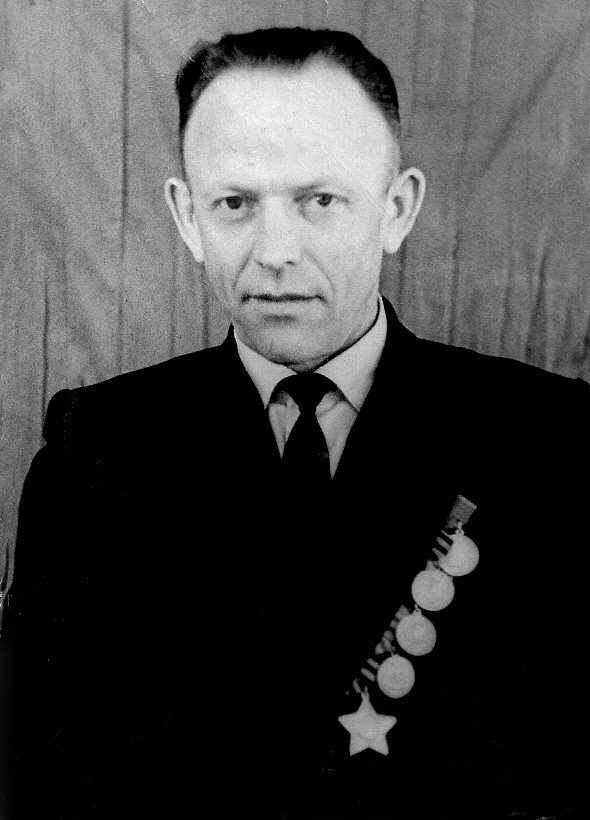
Просвирнин Всеволод Дмитриевич

Женщины — участницы Великой Отечественной войны: Ваганова A. T, Серова П. С, Аристова Е. А., Смирнова А. И., Андреева А. Ф., Бортникова М. Я., Рачкова Ксения Петровна, Дементьева М. К., Суханова А. М., Крайнова Антонина Петровна., Ефремова Е. T, [[:|Курносенкова Клавдия Дмитриевна]], Куделькина Валентина Семеновна, Муратова Вера Ивановна и многие другие. 

Вот несколько строчек о них:
- Дементьева Мария Корнеевна (с 1919 года рождения). С 1941 года и по 9 мая 1945 года воевала в действующей армии. Была и разведчицей и телефонисткой в зенитной артиллерии на 2-м Украинском фронте. Участвовала в освобождении Румынии и Чехословакии, награждена медалями. После войны работала в нашем колхозе. Много у Марии Корнеевны почетных грамот за труд, есть медаль «За трудовую доблесть», Орден Октябрьской Революции.
- Серова Пелагея Степановна была с 1942 по 1945 годы на Дальнем Востоке, имеет медаль «За трудовую доблесть», значок «Ударник 9-й пятилетки», медаль «Ветеран труда».

- Курносенкова Клавдия Дмитриевна (1922—1999). В январе 1943 года ушла добровольцем на фронт. Воевала в ПВО на Кольском полуострове. Стрелять пришлось не только по самолетам, но и по танкам и морской пехоте противника, за что была награждена Орденом Красной звезды и медалью «За отвагу». После капитуляции Германии часть доукомплектовали и направили на войну с Японией. Здесь пришлось встретиться с японскими камикадзе. Это, по её словам, было самое страшное в войне. Клавдия Дмитриевна награждена также медалями «За оборону Советского Заполярья», «За победу над Германией», «За победу над Японией» и в 1985 году Орденом Отечественной войны первой степени. Два её родных брата, раньше сестры ушли воевать. Родились они в Новодевичье и призывались из Новодевичья. Старший брат, Безроднов Поликарп Дмитриевич (1914—1941), был кавалеристом. Пропал без вести под Москвой. За его плечами были участие в боях у озера Хасан, в боях на Халхин-Голе и Карельская компания. Единственное, что от него осталось — запись на обелиске погибшим в Великой Отечественной войне, стоящем в центре села Новодевичье. Средний брат, Безроднов Петр Дмитриевич (1917—1986), был активным комсомольцем. Его назначили председателем артели «Труженик» в с. Новодевичье. В должности командира батареи старший лейтенант Безроднов П. Д. попал на Курскую битву. После тяжелого ранения и года госпиталей он был комиссован по инвалидности. Жил и работал в городе Сызрани.

Около 300 человек вернулись с фронта в село Новодевичье. Скромно живут бывшие воины и мы мало ещё знаем об их ратных и трудовых подвигах. Среди них такие, как Птицын Григорий Васильевич (1902 года рождения). С 1942 года он на фронте под Сталинградом. Там был ранен, ему ампутировали палец на левой руке. После выздоровления — снова фронт. Орел, Днепр, Киев, Варшава, Прага. Он имеет награды : Орден Красной Звезды, Орден Славы, медаль «За отвагу», медаль «За освобождение Праги», медаль «За боевые заслуги» Трудился до самой старости в родном селе.
Вагин Александр Михайлович (1920 года рождения). Служил с 1940 года в Москве, а с января 1942 года — на фронте. Был под Ельцом, на Курской дуге, освобождал Чернигов, Сумы, Житомир, Луцк, Ковель. Под городом Луцком 6 раз ходил в разведку, был ранен. После излечения в госпитале (г. Киев) — снова фронт. Войну закончил в Чехословакии, Имеет Орден Славы, много медалей. А трудовой стаж Александра Михайловича — сорок лет, за что имеет почетные грамоты, заносился на Доску почета.
Среди тех, кто прожил большую интересную жизнь — Вагин Василий Степанович (родился в 1901 году). Он участник гражданской и Великой Отечественной войн. Воевал на Юго-Западном фронте против белополяков в 1920 году, брал Киев, Бердичев, г. Белую Церковь. Был ранен, после излечения вернулся домой. С 1926 и до 1941 года работал учителем Новодевиченской школы. В самом начале Великой Отечественной войны ушёл на фронт. Был под Москвой дважды ранен. Второе ранение было тяжелым: перелом костей левой руки. Шесть с половиной месяцев лежал в госпитале в г. Мичуринске. Рука зажила, но последний осколок вышел из неё только в 1964 году. Освобождал Тамань, Симферополь, Севастополь, Херсон, Одессу, Смоленск, Минск. Побывал и за границей, штурмовал Берлин. Есть медали «За освобождение Варшавы», «За взятие Берлина». А после войны — снова в родной школе. Ветеран двух войн и труда Василий Степанович Вагин часто бывал в школе, беседовал с учащимися, его советами пользовались учителя.
- Просвирнин Всеволод Дмитриевич (родился в 1921 году). Служить в Красной Армии стал ещё до войны в 1940 году в стрелковом полку в Полтаве. Когда была битва за Москву — он участвует в ней, «Трудно было, — вспоминает воин, — иногда и минометы таскали на себе. Три бойца тащили весь миномёт. Один нес плиту, другой ствол, третий — треногу, четвёртый нес мины (по 3 кг 300 г каждая) в лоточках. Наступила зима, негде было согреться, дремали в сугробах». В боях под Нарофоминском Всеволод Дмитриевич был тяжело ранен. Снаряд угодил в плиту миномета и разорвал её. Два бойца были сразу убиты, наводчику Дубровину оторвало пальцы руки, а у Всеволода Дмитриевича была перебита левая нога, правая в четырёх местах ранена, ранены обе руки. «Только 12 дырок», — сказал хирург, делавший операцию. Затем госпиталь в Москве, в Горьком, в Соликамске. Только на шестом месяце он стал вставать. После войны вернулся воин в родное село, работал в Новодевиченской школе. Он имеет Орден Славы III степени, медаль «За оборону Москвы».

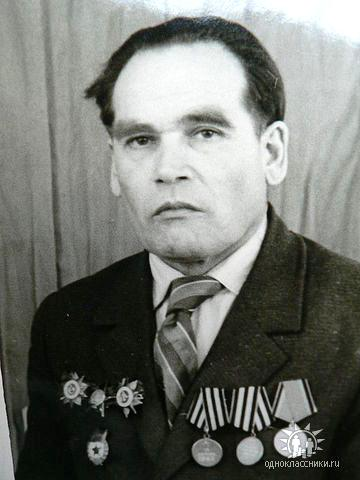
Гаврилин Алексей Леонтьевич

- Гаврилин Алексей Леонтьевич (родился 11 (24) февраля 1916 года). В 1941 году окончил физмат Куйбышевского педагогического института. С августа 1941 года он обучался в Пензенском артиллерийском училище, затем направлен на Калининский фронт. В 1942 году ранен в левую руку и левую ногу осколками мины. После излечения освобождал Ржев, Витебск, был на Курской дуге. В феврале 1944 года снова ранен, на этот раз в голову, но вылечился и воевал на 3-м Белорусском фронте (Орша, Минск, Литва). В октябре 1944 снова ранен, а затем ещё успел повоевать в Восточной Пруссии — штурмовал крепость Кенигсберг. Алексей Леонтьевич награждён двумя Орденами Отечественной войны II-й степени, Орденом Красной Звезды и несколькими медалей. С 1946 года и до ухода на пенсию работал учителем математики в Новодевиченской средней школе.
- Кархалёв Александр Алексеевич (родился в 1916 году). В армии был с 1939 года, участник Финской войны а на фронте с 23 июня 1941 года. Воевал под Гродно, Жлобином, Гомелем, под Сталинградом, Ростовом-на-Дону, на Курской дуге, освобождал Ригу и Вильнюс. Был несколько раз ранен, особенно тяжело в ноябре 1944 года под Калининградом. После демобилизации работал в Новодевиченской средней школе. Александр Алексеевич имеет несколько наград: Орден Красной Звезды, медаль «За оборону Сталинграда».
- Дудко Иван Павлович. В 1940 году призван на Черноморский флот, служил на подводной лодке рулевым — сигнальщиком. Участвовал в обороне Одессы, Севастополя, затем воевал на Кавказе, подвозил боеприпасы на корабле «Волга» в Тамань. Затем воевал в морской пехоте. А дослуживал Иван Павлович в Дунайской флотилии до конца войны. Освобождал Будапешт, Вену. После войны жил в Белоруссии, а с 1953 года живёт в Новодевичье, работал в МТС, в сельхозтехнике. Он имеет боевые награды, был ранен и контужен. За добросовестный труд также отмечен наградами.

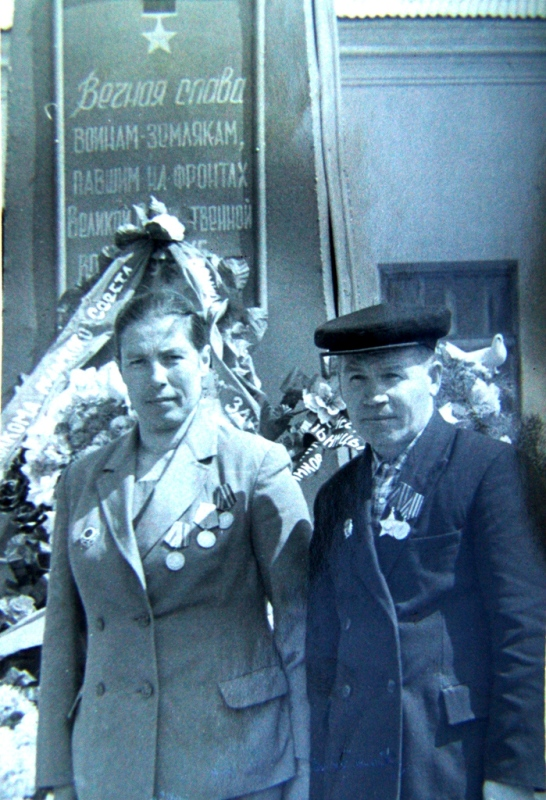
Новодевичье, 9 мая 1967 года, День Победы. У памятника погибшим в ВОВ — участники войны, фронтовики Курносенкова Клавдия Дмитриевна и Аблапохин Алексей Петрович.

Много можно было бы рассказать об уважаемых людях села Новодевичье. Они добросовестно и самоотверженно трудились, вносили свой вклад в создание новой жизни на селе.
Вот, например:
- Рачков Иван Петрович. В 1940 году был зачислен в Казанское военное пехотное училище, затем был переведен в Балашевское военное училище. В 1941 году это училище перевели в город Сызрань и реорганизовали в танковое. Окончив это училище, Иван Петрович стал служить командиром взвода, а потом командиром роты этого училища. А демобилизовался из армии по болезни. Затем секретарь райкома КПСС, заведующий районо, директор Новодевиченской средней школы, председатель Новодевиченского сельского Совета — таков жизненный путь Ивана Петровича.
- Родин Петр Иванович родился в 1905 году в селе Новодевичье в семье крестьянина -бедняка. В Великой Отечественной войне принял участие с первых её дней, был тяжело ранен. В августе 1942 года вернулся домой. Стал работать в райкоме партии, а в 1947 году работал секретарем парторганизации совхоза «Новодевиченский», затем 5 лет был его директором. С 1956 года по ноябрь 1966 года работал председателем сельского Совета в Новодевичье. На всех участках работы он отличался чувством ответственности за порученное дело, трудолюбием, высокой требовательностью к себе. Награждён Орденом Красной Звезды и медалями.
- Живёт больше двадцати лет в нашем селе Заслуженный учитель школы РСФСР Анисимов Сергей Алексеевич. Много сил и своих знаний он отдает делу воспитания детей. Сам он очень любит музыку и старается привить любовь к музыке школьникам. А сколько бесед провел он за свою долгую работу в школе и в детском доме, в том числе и на темы воспитания хороших человеческих черт характера. Он пользуется большой любовью и уважением учащихся и воспитанников. О его судьбе и жизненном пути рассказал в своей повести «Озарение» наш земляк, автор романа «Чапанка» — Николай Валентинович Будылин[27].
- Не была на фронте, но прошла славный трудовой путь Курникова Мария Андреевна. После окончания Новодевиченской средней школы работала пионервожатой, преподавала в вечерней школе, была заведующей клубом, председателем сельпо в селе Маза, работала в райкоме партии, председателем сельского Совета в Подвалье, Кузькине, затем председателем сельпо в Новодевичье. Везде она работала добросовестно. Имеет много почетных грамот. Была Мария Андреевна делегатом на партийных конференциях, депутатом сельского и районного Советов. В 1965 году награждена орденом Ленина, а в 1976 году — медалью «Ветеран труда» и значком «Отличник советской потребительской кооперации».
- Андреев Владимир Дмитриевич (1894 −1984) — воевал в Первую мировую войну на Юго-Западном фронте, с 1918 по 1922 г.г. — в Красной Армии — ротный фельдшер, затем начальник дивизионного перевязочного отряда. С 1936 был бессменным руководителем Новодевиченской противомалярийной станции, организовал борьбу с массовым заболеванием малярии на средней Волге (в 1935 году было зафиксировано более 3000 заболеваний по Новодевиченскому району) и добился ликвидации этого заболевания у населения района к концу 50-х годов. В 1955 году награждён знаком «Отличник здравоохранения». Награждён медалью «За доблестный труд в Великой Отечественной войне 1941—1945 гг».[28]

Хорошо потрудились многие жители нашего села. Дожили они до пенсии. Тут бы и отдохнуть от труда. Но не могут они сидеть без работы. Продолжают трудиться на радость людям медицинские работники Токарева Валентина Павловна и Филатова М. В., Суханова А. М., Купряшова Е. А. В Новодевиченском сельском Совете работают ветераны труда Коновалова А. Ф. и Логинова Клавдия Николаевна, в магазинах села — Аблапохина Вера Ивановна и Чижова Анастасия Ивановна, в РТО- Крохина В. Ф., в швейном цехе N 6 — Гордеева Анастасия Павловна, Родионов В. Я., Купряшов Н. М., Трифонова А. С, Свистунова П. Н. и многие другие.

## Строительство Куйбышевской ГЭС и перенос части села из зоны затопления

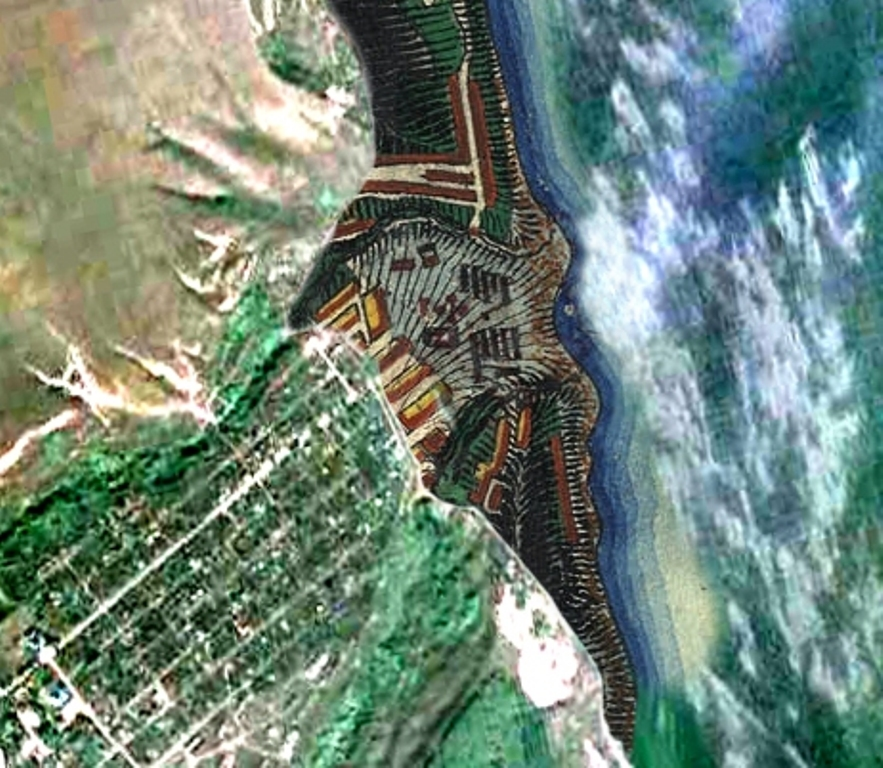
Новодевичье, в зоне затопления показана старинная карта села. Крестом в виде четырёх куполов обозначена церковь

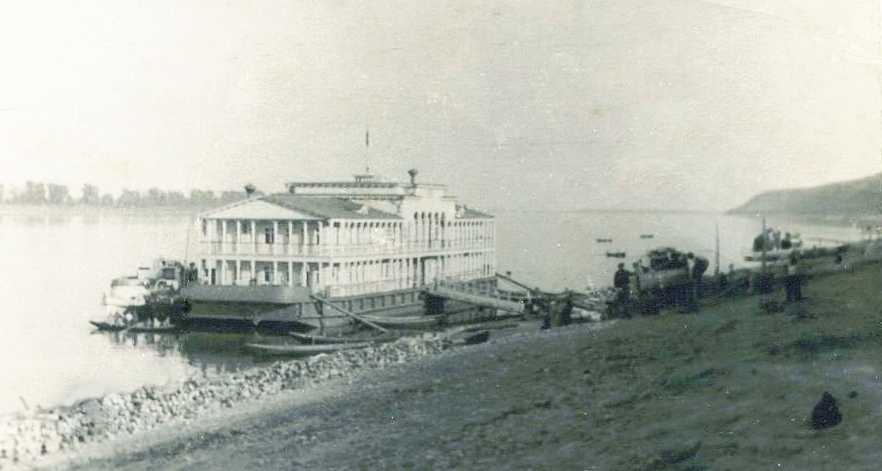
Новодевичье, пристань 1950 год

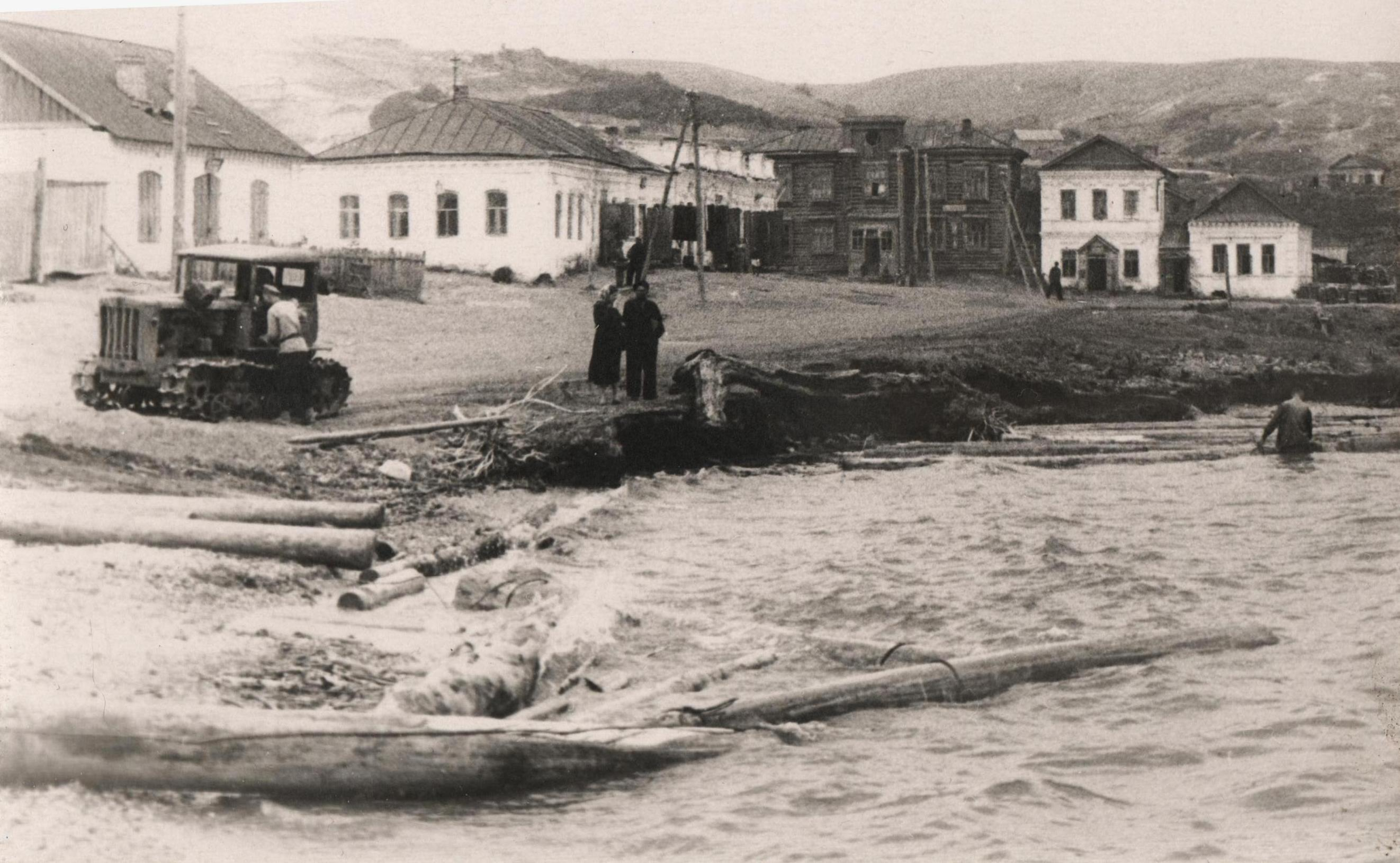
Новодевичье, берег Волги 1957 год

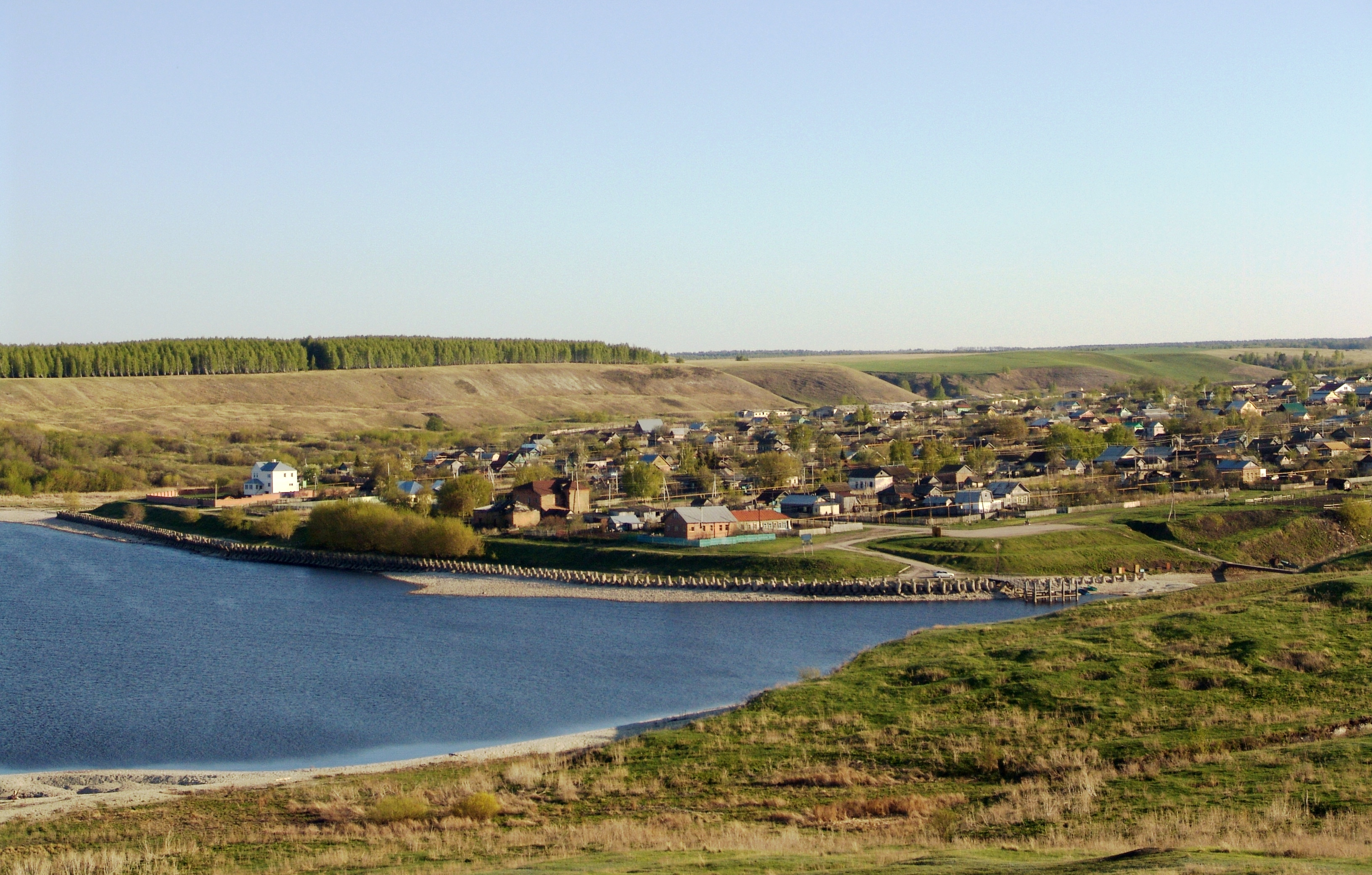
Новодевичье, 2009 год

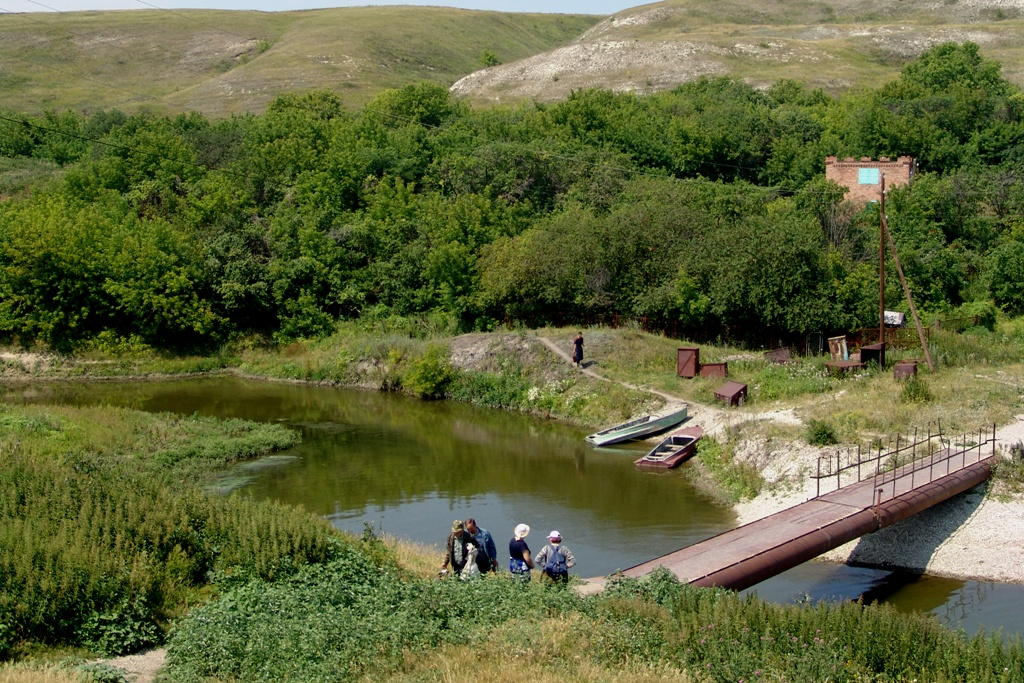
Новодевичье, 2009 год.Мостик в Завраг через Завражный Ерек.

21 августа 1950 года было принято Постановление Совета Министров СССР о строительстве Куйбышевской ГЭС. 

Этапы строительства:
- 1950 год — год организации строительства и начала освоения территории стройплощадки.
- 30 октября 1955 года — перекрытие Волги.
- 16 ноября 1955 года началось заполнение Куйбышевского водохранилища и продолжалось намывание земляной плотины.
- 29 декабря 1955 года первый агрегат КуГЭС был включен в сеть в 18 часов.
- 10 августа 1958 года состоялась церемония торжественного пуска ГЭС. На торжествах в Ставрополе присутствовали руководители КПСС и Советского правительства во главе с Н. С. Хрущевым.

Строительство ГЭС стало переломным моментом в истории села. Плотина подняла уровень воды на 26 метров. Вместе с частью села Новодевичья были затоплены 270 населенных пунктов, сенокосы, пастбища. С изменением экологических условий особенно остро встала проблема рыбоводства, так как были нарушены пути миграции промысловых рыб — осетровых, лососевых, угря. 

Ложе и берега водохранилища начали формироваться только после затопления. Их подготовленность была явно недостаточна. разрушение берегов будет продолжаться в течение всего существования водохранилища, тем более в Куйбышевском море геологические условия благоприятствуют разрушению. 

Для переселения жителей Новодевичья и некоторых соседних населенных пунктов из зоны затопления на юго-западе села были спланированы новые жилые кварталы (район Новостройка). Дома строились строго по плану, участки в Новостройке нарезались по 12 соток, против 6 соток в старой части села. Улицы были основательно озеленены и содержались в образцовом порядке.

## Новодевичье 1960-х годов
В Краеведческих записках Куйбышевского областного музея краеведения, изданных Куйбышевским книжным издательством в 1971 году, оставлено для истории описание села Новодевичья 1960-х годов, сделанное Фоминым Василием Ивановичем: 

По данным на 1962 год, в Новодевичье имелось 987 частных домов, 42 коммунальных дома. Административно-хозяйственных и кооперативных зданий — 60, складских помещений — 10. 

В южной части села расположен лесопильный завод, далее на юго-запад довольно большую площадь занимает колхозная ферма, состоящая из 10 животноводческих помещений, конторы, хлебного амбара, кузницы. 

За фермой находится бойня, ветлечебница, кирпичный завод промкомбината, выпускающий более миллиона кирпича в год.
Напротив кирпичного завода размещена в тенистой зелени кленов больница, на территории которой имеется 15 зданий, в том числе палаты для больных и квартиры для врачей. Перед больницей большая площадь, на противоположной стороне — аптека. 

За больницей, к западу, расположен квартал нового села. Далее идет стадион. За ним склад горючего, территория Маслозавода,  мастерские Новодевиченского мех.лесхоза. Западнее — новая типовая РТС, на территории которой находятся хорошо оснащенные ремонтные цеха и мастерские, гаражи, склад горючего и прочее. Недалеко разместилась метеорологическая станция. 

В западной части села между улицами Колхозной и Ленинградской расположен механизированный хлебозавод. В северной части большая территория занята Промкомбинатом местпрома с лесопильным заводом, мебельным, валяльным, станочным, сушильным цехами. Восточнее лесозавода заложен довольно значительный по территории парк культуры и отдыха им. Ленинского комсомола с летним кинотеатром. 

Рядом с парком находится средняя школа, в ней зимний спортзал, мастерская, а вокруг сад, стадион. Само здание школы двухэтажное, большое и красивое, перед ним на кирпичном пьедестале скульптура Ленина. Южнее школы — новый центр села с двухэтажным Дворцом культуры, окруженным большими административными зданиями. 

Западнее центра по улице Ленинградской расположен Дом пионеров, детские ясли, детский сад. Юго-восточнее центра — территория мельницы, а напротив — столовая. По Советской улице размещаются коммунальная баня, пожарное депо, лесхоз. Прямые и чистые улицы засажены молодыми зелеными деревьями. Разрослись и благоухают сады. Водный путь в летнее время удобно связывает Новодевичье со многими городами и селами страны. Здесь имеется новый аэропорт, с которого воздушное сообщение связывает в зимнее время село с областным центром.

## 300-летие Новодевичья

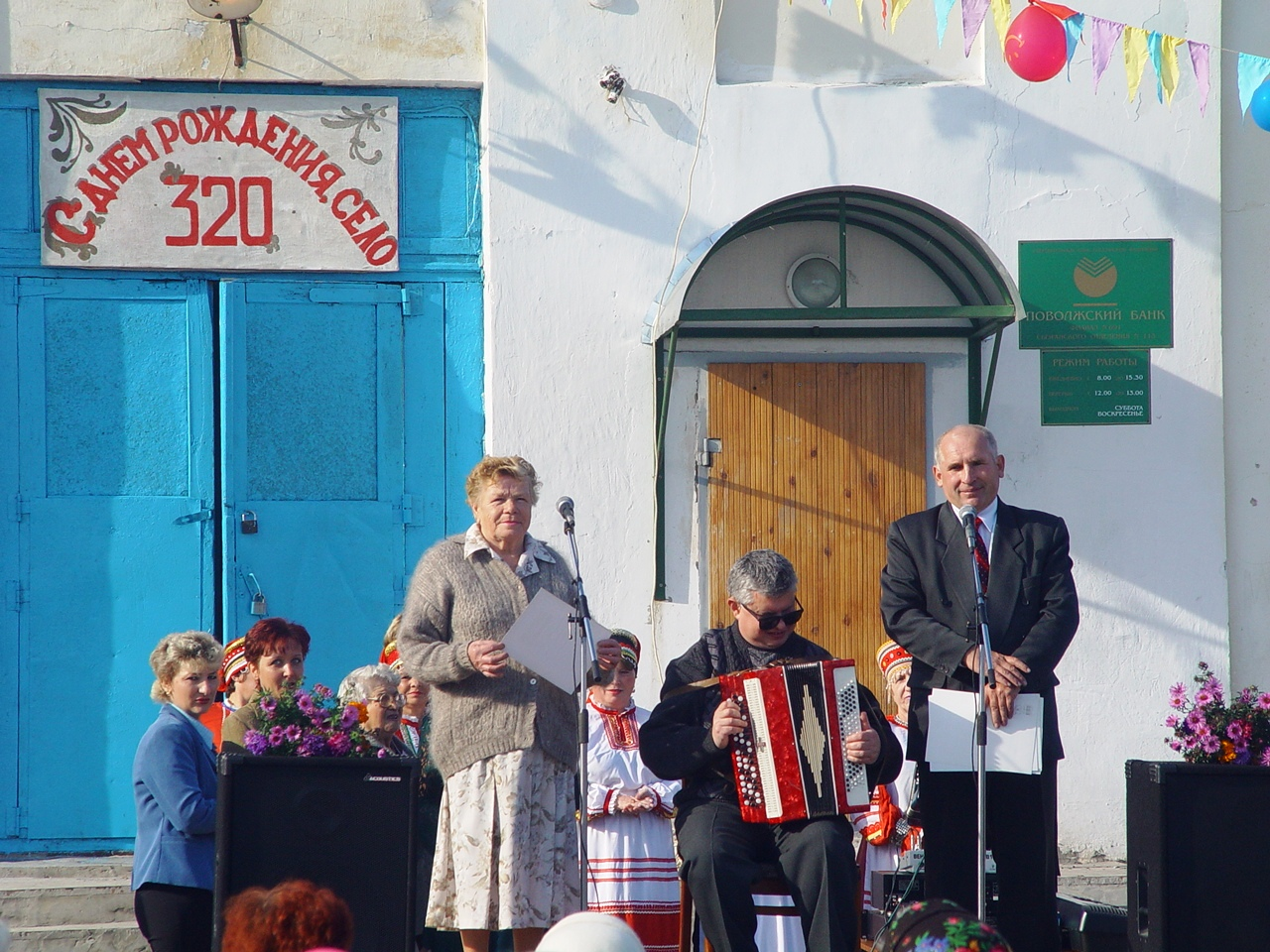
Новодевичье, 2003 год.
Празднование 320-летия села.

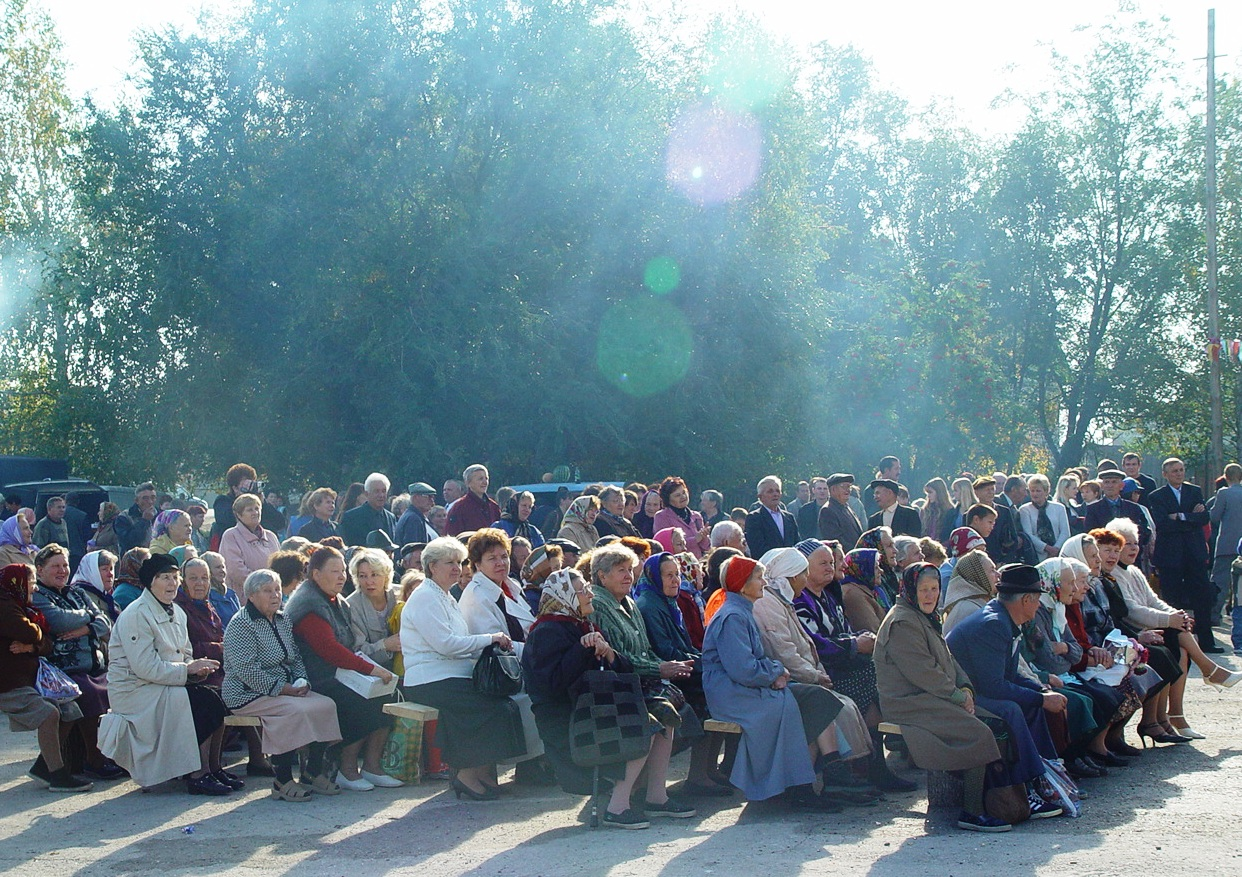
Новодевичье, 2003 год.
Жители на празднике 320-летия села.

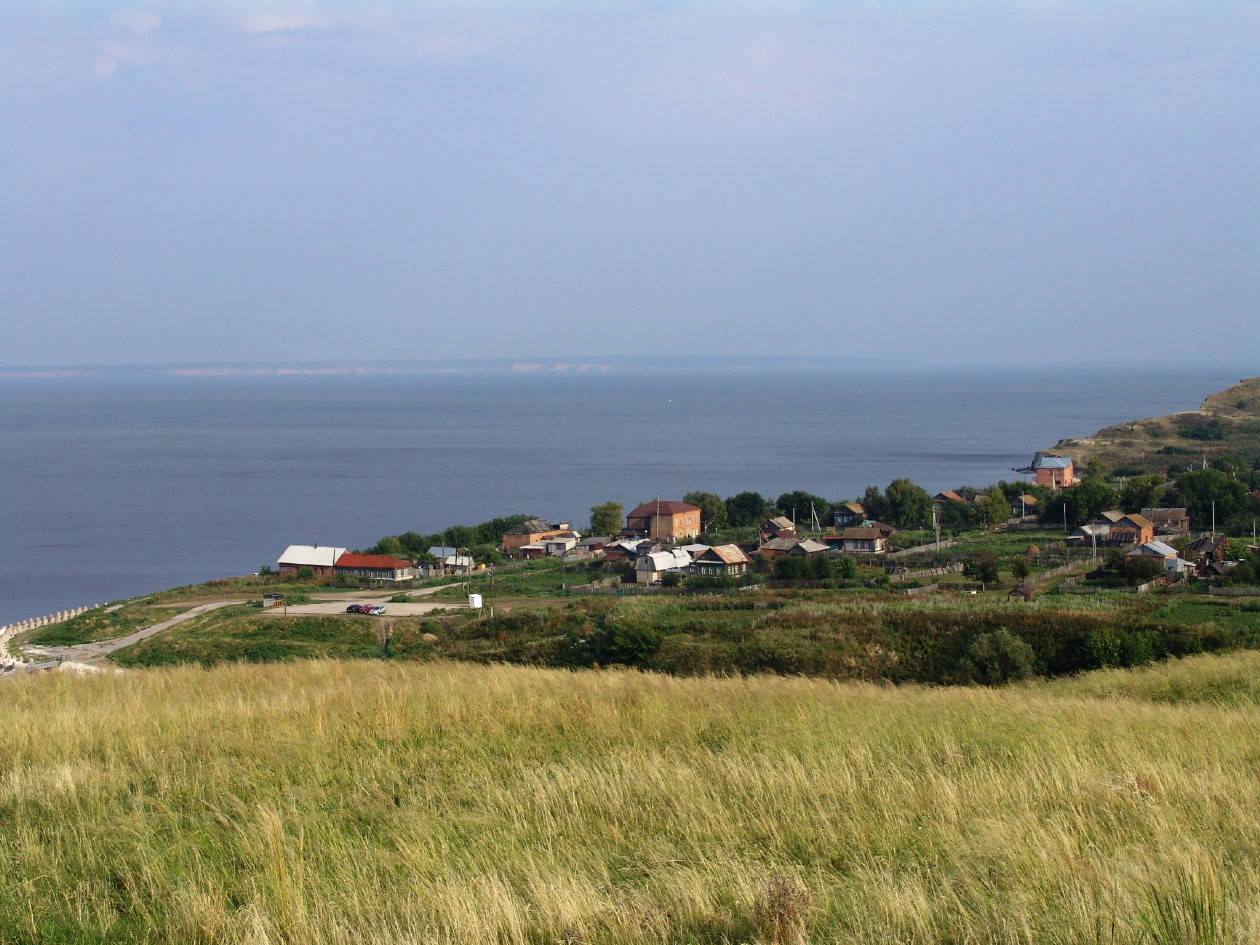
Новодевичье, 2005 год

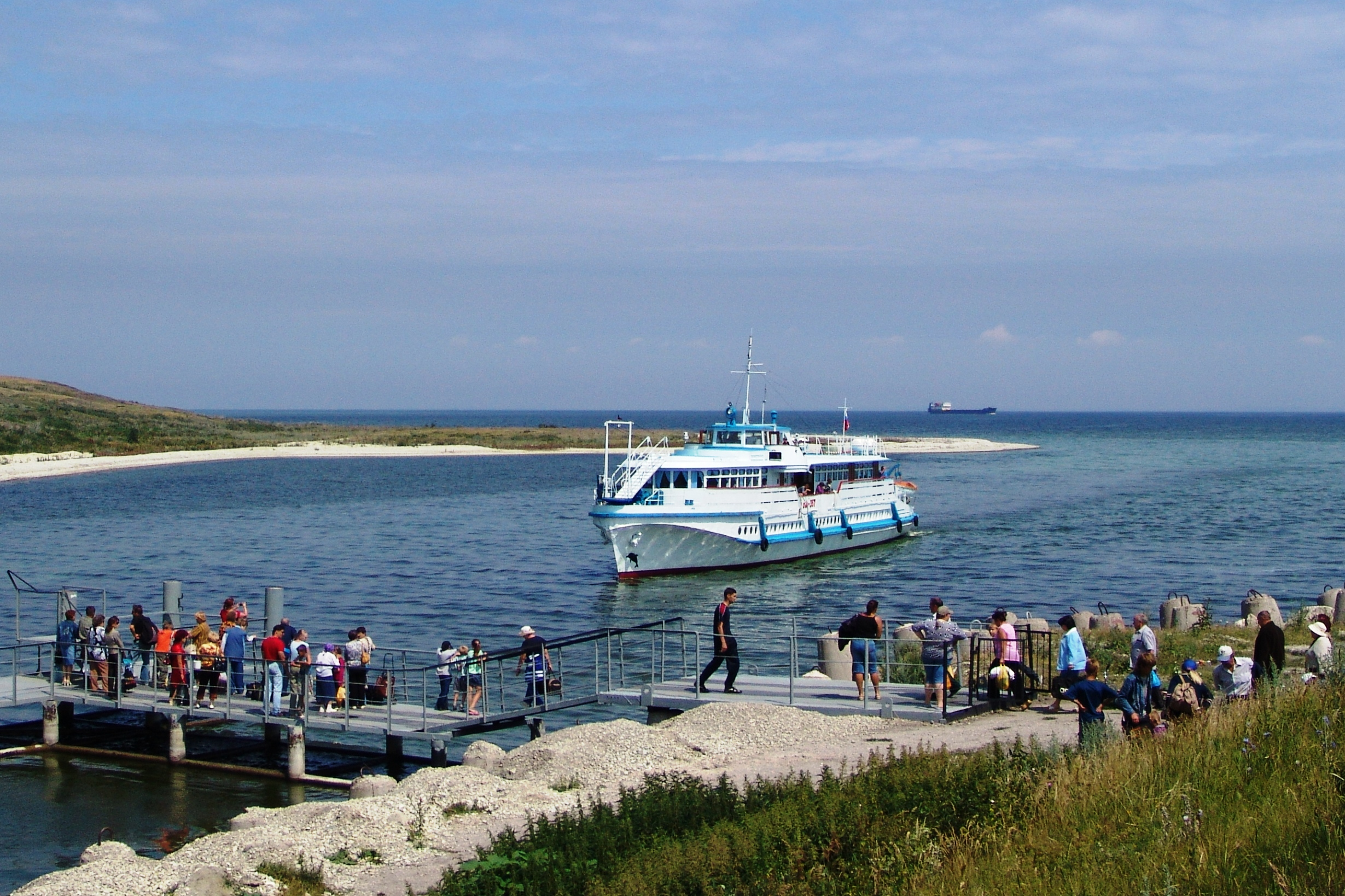
Новодевичье речной транспорт 2009 год

К 300 летней годовщине села в 1984 году учителем истории Новодевиченской средней школы Кабановой Антониной Никитичной были обобщены архивные документы, публикации, «Краткая история села Новодевичья», написанная Фоминым Василием Ивановичем, собран фактический материал и подготовлен доклад, опубликованный в районной газете «Коммунист», и ставший основой для данной статьи. В заключительной его части дается описание села 1984 года:
Изменилось наше село. Изменился его внешний облик. Стали богато жить колхозники и рабочие. У всех телевизоры, радиоприемники, мотоциклы. В селе на 1 января 1984 года насчитывалось 906 радиоточек, 254 домашних телефона. Жители села выписывают 1479 газет, 900 журналов, 50 семей имеют личные автомобили. Многие отстроили добротные дома. Есть у нас самобытные мастера, которые украшают свои дома художественной резьбой, придают им нарядный вид (Антипов А. П., Шугуров Я. Е., Будылин Ф. Т. и другие). У каждого дома — палисадники или сады. Асфальтируются улицы. А в перспективе — новый водопровод, жилые дома, набережная у пристани. В шестидесятые и семидесятые годы построены дом культуры и библиотека, здание почты, средней школы, магазины, а в 1980 году начала действовать участковая больница. Из села до райцентра построена асфальтированная автомобильная дорога. Открыто постоянное автобусное сообщение с райцентром Шигоны и городом Сызранью.
В 2005 году началась газификация села. В 2009 году заканчивается строительство нового современного здания школы.

## Культура и спорт

### Спортивная жизнь села
Новодевиченская средняя общеобразовательная школа имеет современный спортивный зал. В нём могут заниматься не только школьники, но и сельские спортсмены. Команда спортсменов-городошников Новодевичья с 2000 года участвует на областных соревнованиях по городкам. В 2009 году команда  в седьмой раз заняла первое место по Самарской области. 
В 2009 году чемпионом Самарской области стала Новодевиченская команда по русским шашкам. Команда выступала за Шигонский район на 18-й областной спартакиаде ФОСК «Урожай» и заняла первое место среди районов области.

### Народный театр
10 июля 1969 года драматическому коллективу Новодевиченского Дома культуры Шигонского района присвоено звание Народного театра. Сезон 1971 года Новодевиченский народный театр открыл премьерой спектакля «Барабанщица» по пьесе А. Салынского. Премьеру спектакля наряду со зрителями принимала просмотровая комиссия во главе с заведующим районным отделом культуры А. А. Аралиным. Постановка получила от комиссии высокую оценку «отлично». В спектакле участвовали два поколения самодеятельных артистов — ветераны сцены и только начинающая свою деятельность молодёжь В роли «интеллигентного жильца» прекрасно выступил профессиональный артист Андрей Моисеевич Рачковский. Роль матери Фёдора исполнила Анна Павловна Денисова, стоявшая у колыбели народного театра.
Из молодого поколения следует отметить Светлану Житникову, исполнявшую главную роль — Нилы Снежко. Роль Фёдора исполнял Валерий Майстренко. Остальные исполнители: Татьяна Заронова, Тамара Лакшина, Мария Ревина, Валентина Суханова, Вячеслав Вершинников, Татьяна Николаева, Геннадий Сайманов, Сергей Зайцев, Наташа Фомичёва, Татьяна Фоменко — все играли с подъемом и тепло принимались зрителями. Душой коллектива, создателем спектакля был режиссёр народного театра Вячеслав Тюменев. Хорошо оформил постановку художник Вячеслав Вершинников. Его декорации четки, строги и в то же время хорошо отображают идею спектакля.